# Jesus von Nazaret

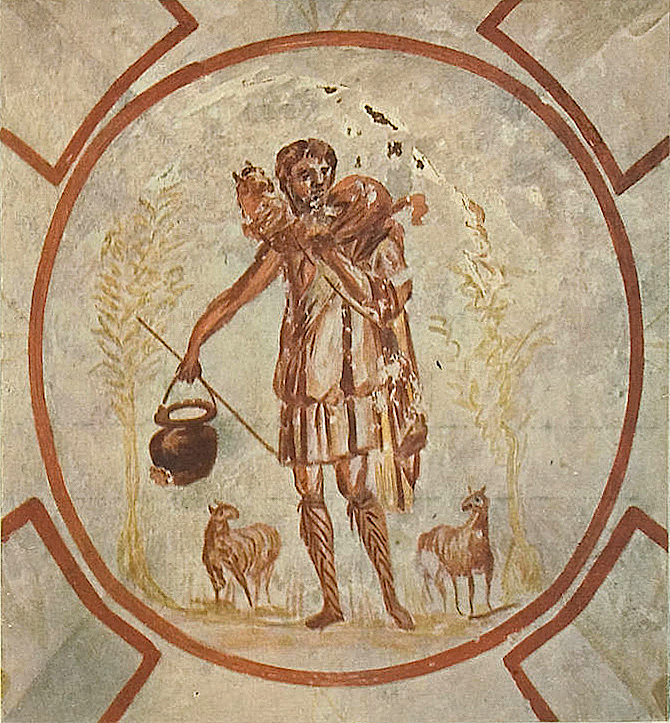
Jesus als guter Hirte, frühchristliche Deckenmalerei in der Calixtus-Katakombe in Rom, um 250

Jesus von Nazaret (hebräisch Jeschua oder Jeschu, gräzisiert Ἰησοῦς; * zwischen 7 und 4 v. Chr., wahrscheinlich in Nazareth; † 30 oder 31 in Jerusalem) war ein jüdischer Wanderprediger. Etwa ab dem Jahr 28 trat er öffentlich in Galiläa und Judäa auf. Zwei bis drei Jahre später wurde er auf Befehl des römischen Präfekten Pontius Pilatus von römischen Soldaten gekreuzigt.
Das Neue Testament (NT) ist als Glaubensdokument der Urchristen zugleich die wichtigste Quelle für die historische Jesusforschung. Danach hat Jesus Nachfolger berufen, den Juden seiner Zeit das nahe Reich Gottes verkündet und sein Volk darum zur Umkehr aufgerufen.
Seine Anhänger verkündeten ihn nach seinem Tod als Jesus Christus, den Messias und Sohn Gottes. Daraus entstand eine neue Weltreligion, das Christentum. Auch außerhalb des Christentums wurde Jesus bedeutsam.

## Die Quellen und ihre Auswertung
Jesus hat keine Schriften hinterlassen. Fast das gesamte historische Wissen über ihn stammt von seinen Anhängern, die ihre Erinnerungen an ihn nach seinem Tod weitererzählten, sammelten und aufschrieben.

### Nichtchristliche Quellen
Wenige jüdische, griechische und römische Autoren der Antike erwähnen Jesus, jedoch fast nur seinen Christustitel und seine Kreuzigung. Woher ihre Kenntnis stammte, ist unsicher.
Der jüdische Historiker Flavius Josephus erwähnt Jesus in seinen Jüdischen Altertümern (um 93/94) zweimal. Die erste Stelle, das Testimonium Flavianum (18,63 f.), galt früher als komplett eingefügt, heute wird es nur als von Christen überarbeitet betrachtet. Sein vermutlich authentischer Kern beschreibt Jesus als von vornehmen Juden angeklagten, von Pilatus zum Kreuzestod verurteilten Weisheitslehrer für Juden und Nichtjuden, dessen Anhänger ihm treu geblieben seien. Die zweite Stelle (20,200) berichtet über die Hinrichtung des Jakobus und bezeichnet ihn als Bruder Jesu, „der Christus genannt wird“. Manche Historiker bezweifeln, dass ein Jude Jesus so bezeichnet hätte, für andere bezieht sich dies auf die erste Stelle zurück.
Der römische Geschichtsschreiber Tacitus berichtet um 117 von „Chrestianern“, denen Kaiser Nero die Schuld am Brand Roms im Jahr 64 zugeschoben habe, und notiert in seinen Annales (15,44): „Dieser Name [Christiani] stammt von Christus, der unter Tiberius vom Prokurator Pontius Pilatus hingerichtet worden war.“ Unklar ist, ob sich diese Notiz auf römische oder christliche Quellen stützt. Möglicherweise erfuhr Tacitus während seiner Statthalterschaft im Osten des Reiches davon.
Weitere Notizen von Sueton, Mara Bar Serapion und im babylonischen Talmud (Traktat Sanhedrin 43a) beziehen sich nur beiläufig oder polemisch auf ihnen bekannt gewordene christliche Überlieferung.

### Christliche Quellen
Informationen über Jesus werden großenteils den vier kanonischen Evangelien, manche auch den Paulusbriefen, einigen Apokryphen und außerhalb davon überlieferten Einzelworten (Agrapha) entnommen. Diese Texte stammen von Urchristen jüdischer Herkunft, die an die Auferstehung Jesu Christi glaubten (Mk 16,6; Apg 2,32) und authentische Erinnerungen an Jesus mit biblischen, legendarischen und symbolischen Elementen verbanden. Damit wollten sie Jesus als den verheißenen Messias für ihre Gegenwart verkündigen, nicht biografisches Wissen über ihn festhalten und vermitteln. Gleichwohl enthalten diese Glaubensdokumente auch historische Angaben.
Die zwischen 48 und 61 entstandenen Paulusbriefe nennen kaum biografische Daten Jesu, zitieren aber einige seiner Worte und Aussagen aus der Jerusalemer Urgemeinde über ihn, die entsprechende Evangelienangaben bestätigen. Auch der Brief des Jakobus spielt öfter auf Eigenaussagen Jesu an und gilt manchen Neutestamentlern als mögliche Quelle dafür, falls er von Jesu Bruder stammt.
Wegen Anspielungen auf die Zerstörung des Jerusalemer Tempels (Mk 13,2; Mt 22,7; Lk 19,43 f.) werden die drei synoptischen Evangelien meist auf die Zeit nach 70 datiert. Daher kannte wahrscheinlich keiner der Autoren Jesus persönlich. Sie übernahmen jedoch ältere Überlieferung, die mit auf Jesu erste Nachfolger aus Galiläa zurückgeht. Den Autoren des Matthäus- und Lukasevangeliums lag nach der weithin akzeptierten Zweiquellentheorie das Markusevangelium oder eine Vorform davon vor. Sie übernahmen die Komposition und die meisten Texte daraus und veränderten diese nach ihren eigenen theologischen Absichten. Ihre sonstigen gemeinsamen Stoffe werden einer hypothetischen Logienquelle Q mit gesammelten Reden und Sprüchen Jesu zugewiesen, deren Verschriftung auf 40 bis 70 datiert wird. Ähnliche Spruchsammlungen enthält das vermutlich in Syrien entstandene Thomasevangelium. Ihre frühesten, zuvor jahrelang mündlich überlieferten Bestandteile (Lk 1,2) stammen von Jesu ersten Anhängern und können originale Jesusworte bewahrt haben. Auch ihr jeweiliges Sondergut und das um 100 entstandene Johannesevangelium können unabhängig überlieferte historische Angaben zu Jesus enthalten.
Die Evangelisten überarbeiteten ihre Quellen auf je eigene Weise für ihre Missions- und Lehrabsichten, erzählen die Ereignisse vom Einzug Jesu in Jerusalem bis zu seiner Grablegung jedoch in fast derselben Reihenfolge. Diese gemeinsamen Texte werden auf einen Passionsbericht aus der Urgemeinde zurückgeführt, der frühe Credoformeln narrativ entfaltete. Gemeinsame Grundzüge dieser Vorlage werden auf einen historischen Kern zurückgeführt. Der Autor des Markusevangeliums verknüpfte diesen Passionsbericht mit Jesusüberlieferung aus Galiläa und erweiterte ihn; seinen Aufriss übernahmen die übrigen Evangelisten. Dabei veränderten sie manche der hier besonders häufigen Orts-, Zeit-, Personen- und Situationsangaben, so dass deren Historizität stark umstritten ist. Galten früher nur die von außerchristlichen Notizen bestätigte Kreuzigung Jesu durch Römer, seine Festnahme und ein Hinrichtungsbefehl des Statthalters als unstrittig historisch, so nehmen heute viele Forscher an, dass die Jerusalemer Urchristen einige der zu Jesu Tod führenden Ereignisse zutreffend überlieferten: besonders in Textpassagen, deren Details auch das Johannesevangelium enthält und die gemäß jüdischen und römischen Quellen rechts- und sozialhistorisch plausibel wirken.

### Forschung
Seit etwa 1750 werden die urchristlichen Schriften mit den Methoden der historischen Kritik untersucht. Die Forschung unterscheidet darin historische Angaben von legendarischen, mythischen und theologischen Motiven. Viele Neutestamentler glaubten früher, sie könnten den Evangelien eine biografische Entwicklung Jesu entnehmen; oft ergänzten sie fehlende Daten spekulativ. Manche bestritten wegen der mythischen Elemente der Quellen Jesu Existenz (siehe Jesus-Mythos). Methodik und viele Einzelthesen der damaligen Leben-Jesu-Literatur gelten seit Albert Schweitzers Geschichte der Leben-Jesu-Forschung (1906/1913) als überholt.
Seitdem verfeinerten sich die historisch-kritischen Textanalysen. Ab 1950 wurden zunehmend außerbiblische Quellen herangezogen, um die historische Glaubwürdigkeit der NT-Überlieferung zu überprüfen. Ab etwa 1970 bezog man gewachsene Kenntnisse der Archäologie, Sozialgeschichte, Orientalistik und Judaistik zur Zeit Jesu stärker ein. Evangelische, katholische, jüdische und religionslose Historiker forschen heute teilweise gemeinsam, so dass ihre Ergebnisse weniger von weltanschaulichen Interessen bestimmt sind.
Die weitaus meisten NT-Historiker entnehmen den Quellen, dass Jesus tatsächlich gelebt hat. Sie ordnen ihn ganz in das damalige Judentum ein und nehmen an, dass sich seine Lebens- und Todesumstände, Verkündigung, sein Verhältnis zu anderen jüdischen Gruppen und Selbstverständnis in Grundzügen ermitteln lassen. Umfang und Zuverlässigkeit historischer Angaben im NT sind jedoch bis heute stark umstritten. Welche überlieferten Worte und Taten Jesu als historisch gelten, hängt von Vorentscheidungen über die sogenannten Echtheitskriterien ab. Weithin anerkannt sind die Kriterien der Kontext- und Wirkungsplausibilität: „Historisch ist in den Quellen das, was sich als Auswirkung Jesu begreifen lässt und gleichzeitig nur in einem jüdischen Kontext entstanden sein kann.“

## Herkunft

### Name
Jesus ist die latinisierte Form des griechischen männlichen Vornamens Ἰησοῦς, der seinerseits den hebräischen Vornamen Jehoschua und dessen aramäische Kurzformen Jeschua oder Jeschu übersetzt. Dieser Name setzt sich aus der Kurzform Jeho- des Gottesnamens JHWH und einer Form des hebräischen Verbs j(a)sch(a)ʿ („helfen, retten“) zusammen. Demgemäß deuten Mt 1,21 und Apg 4,12 den Namen als Aussage: „Gott ist die Rettung“ oder „der Herr hilft“. Auch die gräzisierte Form blieb im damaligen Judentum geläufig und wurde nicht wie sonst üblich mit einem griechischen oder lateinischen Doppelnamen ergänzt oder von ähnlich klingenden Namen ersetzt.
Einige Stellen setzen dem Vornamen „Josefs Sohn“ (Lk 3,23; 4,22; Joh 1,45) oder „Sohn der Maria“ (Mk 6,3; Mt 13,55), meist jedoch Nazarenos oder Nazoraios hinzu (Mt 26,71 ; Joh 19,19 ), um seinen Herkunftsort anzugeben (Mk 1,9). Mt 2,23  erklärt dies so: „(Josef) ließ sich in einer Stadt namens Nazaret nieder. Denn es sollte sich erfüllen, was durch die Propheten gesagt worden ist: Er wird Nazoräer genannt werden.“ Diese Weissagung kommt im Tanach nicht vor, kann aber auf den Ausdruck nēṣer („Spross“) in Jes 11,1  für den Messias als Nachkommen Davids anspielen. Eventuell deuteten die Evangelisten damit eine herabsetzende Fremdbezeichnung Jesu (Joh 1,46 : „Was kann aus Nazaret Gutes kommen?“) um. Die Bezeichnung Nazarenos für Jesus wurde auch auf Christen im syrischen Raum übertragen (nasraja) und ging in den Talmud als noṣri ein.

### Geburts- und Todesjahr
Das NT gibt kein Geburtsdatum Jesu an; es war den Urchristen unbekannt. Die christliche Jahreszählung beginnt mit dem (angenommenen) Jahr der Geburt Jesu Christi (* zwischen 7 und 4 v. Chr.). 
Die NT-Angaben dazu sind widersprüchlich. Nach Mt 2,1 ff. und Lk 1,5 wurde er zu Lebzeiten des Herodes geboren, der laut Josephus 4 v. Chr. starb. Lk 2,1f. datiert Jesu Geburtsjahr auf eine von Kaiser Augustus angeordnete „erste“ römische Volkszählung durch Eintragung von Grundbesitz in Steuerlisten unter Publius Sulpicius Quirinius. Dieser wurde jedoch erst 6/7 n. Chr. Statthalter Roms für Syrien und Judäa. Eine frühere derartige Steuererhebung ist dort unbelegt und gilt wegen der Steuerhoheit des Herodes als unwahrscheinlich. Lk 2,2 ist wahrscheinlich ein chronologischer Irrtum und dient als Anlass für die Reise vom Maria und Josef nach Bethlehem. Versuche, Jesu Geburtstag durch astronomische Berechnungen einer mit dem Stern von Betlehem (Mt 2,1.9) identifizierten Himmelserscheinung zu bestimmen, sind bisher nicht überzeugend. Somit wurde Jesus wahrscheinlich zwischen 7 und 4 v. Chr. geboren.
Die Evangelien berichten zusammenhängend nur aus einem bis drei der letzten Lebensjahre Jesu. Nach Lk 3,1 trat Johannes der Täufer „im 15. Jahr der Herrschaft des Kaisers Tiberius“ auf: Nach dieser einzigen exakten Jahresangabe im NT trat Jesus frühestens ab 28 auf, wohl seit der Täufer inhaftiert war (Mk 1,14). Damals soll er etwa 30 Jahre alt gewesen sein (Lk 3,23).
Nach allen Evangelien wurde Jesus auf Befehl des römischen Präfekten Pontius Pilatus hingerichtet, der von 26 bis 36 in Judäa amtierte. Als Todestag Jesu überliefern sie den Vortag eines Sabbat (Freitag) während eines Pessach. Die Synoptiker nennen den Hauptfesttag nach dem Sederabend, also den 15. Nisan im jüdischen Kalender, das Johannesevangelium dagegen nennt den Rüsttag zum Fest, also den 14. Nisan. Nach kalendarisch-astronomischen Berechnungen fiel der 15. Nisan in den Jahren 31 und 34, der 14. Nisan dagegen 30 und 33 auf einen Freitag. Viele Forscher halten die johanneische Datierung heute für historisch glaubwürdiger. Manche vermuten einen zusätzlichen Pessach-Sabbat am Tag vor dem Wochensabbat; dann wäre Jesus übereinstimmend an einem Donnerstag gekreuzigt worden.
Die meisten Forscher halten das Jahr 30 für Jesu Todesjahr, weil Paulus von Tarsus zwischen 32 und 35 Christ wurde, nachdem er die Urchristen eine Weile verfolgt hatte. Jesus wurde demnach zwischen 30 und 40 Jahre alt.

### Geburtsort

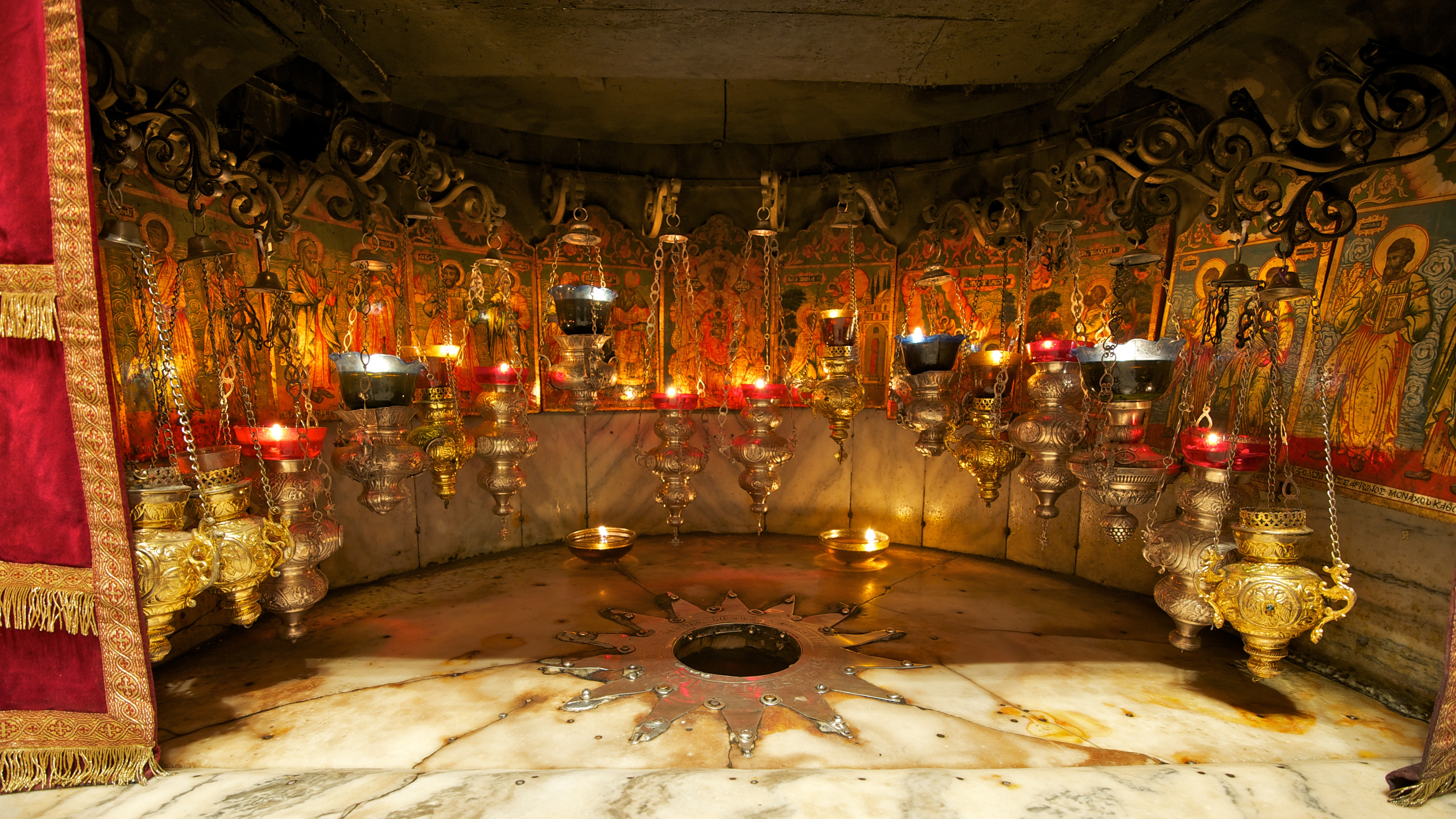
Die „Geburtsgrotte“ in Bethlehem wird als der Geburtsort Jesu verehrt.

Die Geburtsgeschichten des NT (Mt 1–2/Lk 1–2) gelten weitgehend als Legenden, da sie bei Mk und Joh fehlen, sich stark unterscheiden und viele mythische und legendarische Züge enthalten. Dazu zählt man die Listen der Vorfahren Jesu (Mt 1; Lk 3), die Geburtsankündigung durch einen Engel (Lk 1,26 f.), die Geistzeugung und Jungfrauengeburt Jesu (Mt 1,18; Lk 1,35), den Besuch von orientalischen Astrologen (Mt 2,1), den Stern, der sie zu Jesu Geburtsort geführt haben soll (Mt 2,9), den Kindermord in Bethlehem (Mt 2,13; vgl. Ex 1,22) und die Flucht der Eltern mit Jesus nach Ägypten (Mt 2,16 ff.).
Nach Mt 2,5f und Lk 2,4 wurde Jesus in Betlehem in Judäa geboren, dem Herkunftsort Davids, von dem im Tanach der künftige Messias abstammen sollte. Damit betonen sie, Jesus sei Davids Nachkomme gewesen und seine Geburt in Betlehem habe die messianische Verheißung Mi 5,1 erfüllt. Mk und Joh erzählen keine Geburtsgeschichten.
Alle Evangelien nennen Nazareth in Galiläa als Jesu „Heimat“ oder „Vaterstadt“, Wohnsitz seiner Eltern und Geschwister (Mk 1,9; 6,1–4; Mt 13,54; 21,11; Lk 1,26; 2,39; 4,23; Joh 1,45 und öfter) und bezeichnen ihn darum als „Nazarener“ (Mk 1,24; 10,47) oder „Nazoräer“ (Mt 2,23; Joh 19,19). Nazareth war nach archäologischen Funden damals ein unbedeutendes Dorf von höchstens 400 Einwohnern. Es kommt im Tanach nicht vor. Darauf beziehen sich im NT überlieferte Einwände gegen Jesu Messianität (Joh 1,45; Joh 7,41).
Mt und Lk haben den ihnen überlieferten Wohnort der Familie Jesu verschieden mit den Geburtsgeschichten ausgeglichen: Jesu Eltern hätten in Betlehem ein Haus bewohnt und seien erst später nach Nazareth gezogen (Mt 2,22 f.); sie seien kurz vor Jesu Geburt von Nazareth nach Betlehem gezogen und hätten sich dort vorübergehend aufgehalten (Lk 2,4 ff.). Deshalb nehmen Historiker heute meist an, dass Jesus in Nazareth geboren, seine Geburt aber später nach Betlehem verlegt wurde, um ihn gegenüber Juden als Messias zu verkünden.

### Familie
Jesus war nach Mk 6,3 der erstgeborene „Sohn Marias“; Josef wird bei Mk nirgends genannt. Die Vorfahrenlisten betonen jedoch Jesu väterliche Stammlinie als „Sohn Josefs“ (Mt 1,16; Lk 3,23). So nennen ihn auch Maria in Lk 2,48 und die Galiläer in Joh 6,42. Laut Mt 1,18  war Maria vor Jesu Geburt mit Josef verlobt. Nach Lk 2,21 wurde Jesus gemäß der Tora am achten Lebenstag beschnitten und dabei nach jüdischem Brauch nach seinem Vater benannt, also „Jeschua ben Josef“ (Lk 4,22). Nach der Namensgebung erwähnen die Synoptiker Josef nicht mehr.
Daher vermutet Bruce Chilton, dass Jesus noch vor Josefs gültiger Heirat mit Maria gezeugt wurde und Josef früh starb. Niemand habe Josefs Vaterschaft rechtsgültig bezeugen können. Darum sei Jesus in seiner Heimat als uneheliches, nicht erbberechtigtes Kind (hebräisch mamzer) abgelehnt worden (Joh 8,41). Die erstmals im späten 2. Jahrhundert bezeugte „Panthera-Legende“ stellte Jesus als außereheliches Kind Marias dar. Mit Bezug darauf erklärte Gerd Lüdemann Jesu Benennung nach seiner Mutter in Mk 6,3 und seine Außenseiterrolle in Nazareth. Viele Neutestamentler nehmen dagegen eine tatsächliche Vaterschaft Josefs und dessen Herkunft aus einer damals unterdrückten Nebenlinie der Daviddynastie an.
Nach Mk 6,3 hatte Jesus vier Brüder namens Jakobus, Joses (gräzisierte Form von Josef, Mt 13,55), Judas und Simon sowie einige nicht benannte Schwestern. Die Brüdernamen nach einigen der zwölf Jakobssöhne und die Auslösung Jesu als des ersten Sohnes im Tempel (Lk 2,23) deuten auf eine toratreue jüdische Familie. „Brüder“ und „Schwestern“ kann im biblischen Wortgebrauch auch Vettern und Cousinen umfassen (siehe Geschwister Jesu).
Nach allen Evangelien bewirkte Jesu öffentliches Auftreten Konflikte mit seiner Familie. Das vierte der biblischen Zehn Gebote – Ehre Vater und Mutter! (Ex 20,12; Dtn 5,16) – verlangte nach damaliger Auslegung die Fürsorge der ersten Söhne für Eltern und Sippe. Doch zu Jesu Nachfolge gehörte nach Mt 10,37; Lk 14,26 das Verlassen der Angehörigen, das auch von der vermuteten Qumran-Gemeinde bekannt ist. Wie sie vertrat Jesus offenbar ein „afamiliäres Ethos der Nachfolge“, da seine ersten Jünger ihren Vater nach Mk 1,20 bei der Arbeit zurückließen, wenn auch mit Tagelöhnern.
Nach Mk 3,21 versuchten Jesu Verwandte, ihn zurückzuhalten, und erklärten ihn für verrückt. Darauf soll er seinen Anhängern erklärt haben (Mk 3,35 ): „Wer den Willen Gottes erfüllt, der ist für mich Bruder und Schwester und Mutter.“ Auch rabbinische Lehrer ordneten den Gehorsam gegenüber der Tora jenem gegenüber den Eltern vor, verlangten aber keine völlige Trennung von der Familie. Nach Mk 7,10 f. hob auch Jesus das vierte Gebot nicht auf: Durch keine Gelöbnisformel dürfe man sich der Unterhaltspflicht gegenüber den Eltern entziehen.
Nach Mk 6,1–6 wurde Jesu Lehre in Nazareth abgelehnt, darum sei er nicht mehr dorthin zurückgekehrt. Aber nach Mk 1,31 versorgten Frauen aus Jesu Heimat ihn und seine Jünger. Sie blieben nach Mk 15,41 bis zum Tod bei ihm, so nach Joh 19,26 f. auch seine Mutter. Er soll noch am Kreuz für ihr Wohlergehen gesorgt haben, indem er sie einem anderen Jünger anvertraute. Obwohl seine Brüder nach Joh 7,5 „nicht an ihn glaubten“, gehörten seine Mutter und einige Brüder nach seinem Tod zur Urgemeinde (Apg 1,14; 1 Kor 9,5; Gal 1,19). Jakobus wurde später wegen seiner Auferstehungsvision (1 Kor 15,7) deren Leiter (Gal 2,9).
Nach einem von Eusebius von Caesarea überlieferten Zitat des Hegesippus ließ Kaiser Domitian bei seiner Christenverfolgung (um 90) die noch lebenden Großneffen Jesu verhaften und verhörte sie. Dabei hätten sie die Frage nach ihrer davidischen Abstammung bejaht, vom Kaiser deshalb vermutete politische Ambitionen aber verneint und ihre bäuerliche Armut betont. Sie seien freigelassen worden und danach zu Kirchenführern aufgestiegen. Dass Jesu Angehörige sich als Nachfahren von König David sahen, gilt daher als wahrscheinlich.

### Sprache, Ausbildung, Beruf

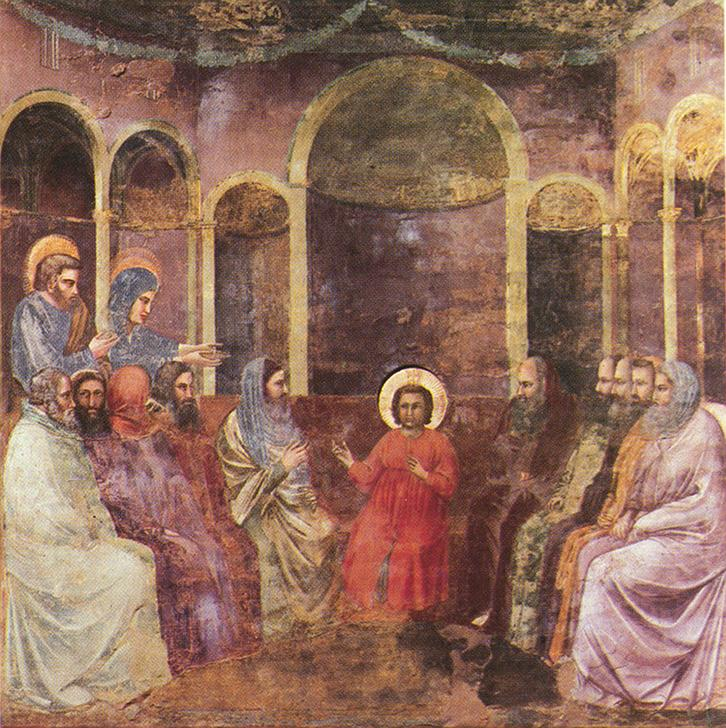
Giotto di Bondone: Christus bei den Toralehrern (um 1305)

Als galiläischer Jude sprach Jesus im Alltag das westliche Aramäisch. Das bestätigen einige aramäische Jesuszitate im NT. Ob man griechische Ausdrücke und Redewendungen ins Aramäische zurückübersetzen kann, ist seit Joachim Jeremias ein wichtiges Kriterium, mögliche authentische Jesusworte von urchristlicher Deutung zu unterscheiden.
Das biblische Hebräisch wurde in Palästina zur Zeit Jesu kaum noch gesprochen. Er kann es dennoch beherrscht haben, da er den Tanach gut kannte und in den Synagogen Galiläas vorlas und auslegte. Er kann Bibeltexte auch aus aramäischen Übersetzungen (Targumim) kennengelernt haben. Ob er die griechische Koine sprechen konnte, die damals Verkehrssprache im Osten des Römischen Reichs war, ist wegen fehlender direkter NT-Belege ungewiss.
Aus Jesu Jugendzeit überliefert das NT nur einen Aufenthalt des 12-Jährigen im Tempel, bei dem er die Jerusalemer Toralehrer mit seiner Bibelauslegung beeindruckt haben soll (Lk 2,46 f.). Das gilt als legendarisches Motiv, um Jesu Bibelkenntnis zu erklären. Lesen und Schreiben konnten Kinder ärmerer jüdischer Familien, die keine Schriftrollen besaßen, in Toraschulen und Synagogen lernen. Nach Lk 4,16 las Jesus in der Synagoge von Nazareth aus der Tora vor, bevor er sie auslegte. Nach Mk 6,2 f. hatten Jesu Hörer ihm das Predigen nicht zugetraut und bemerkt, dass es sich von der traditionellen Schriftauslegung unterschied; nach Joh 7,15 fragten sie sich: Wie kann dieser die Schrift verstehen, obwohl er es nicht gelernt hat? Doch Jesu häufige Frage an seine Hörer „Habt ihr nicht gelesen…?“ (Mk 2,25; 12,10.26; Mt 12,5; 19,4 u. a.) setzt seine Lesefähigkeit voraus. Ob er auch schreiben konnte, ist ungewiss. Nur Joh 8,6.8 erwähnt eine Geste des Schreibens oder Zeichnens auf den Boden.
Jesu Predigt- und Argumentationsstil ist rabbinisch (Halacha und Midraschim). Seine ersten Jünger nannten ihn „Rabbi“ (Mk 9,5; 11,21; 14,45; Joh 1,38.49; Joh 3,2; 4,31 u. a.) oder „Rabbuni“ („mein Meister“: Mk 10,51; Joh 20,16). Diese aramäische Anrede entsprach dem griechischen διδάσκαλος für „Lehrer“. Sie drückte Ehrerbietung aus und gab Jesus denselben Rang wie den Pharisäern, die sich als Ausleger mosaischer Gebote ebenso bezeichneten (Mt 13,52; 23,2.7 f.). Aus starken Ähnlichkeiten der Toraauslegung Jesu mit damaligen Rabbinerrichtungen folgert Pinchas Lapide, er müsse eine Toraschule besucht haben.
Nach Mk 6,3 war Jesus, nach Mt 13,55 sein Vater Bauhandwerker (griechisch τέκτων, oft irreführend als „Zimmermann“ übersetzt). Vermutlich erlernte Jesus wie viele jüdische Söhne den Beruf des Vaters, zumal ein Handwerksberuf für den Lebensunterhalt eines Rabbis damals üblich war. Das NT enthält dazu keine Angaben. Bauhandwerkliche Kenntnisse Jesu zeigen etwa die Gleichnisse Lk 6,47–49 und Mk 12,10. Nach vielen Metaphern seiner Aussagen (etwa Lk 5,1–7; Joh 21,4–6) kann er auch Schäfer, Bauer oder Fischer gewesen sein.
Nazareth lag sieben Kilometer von der Stadt Sepphoris entfernt, die Herodes Antipas zur Residenz ausbauen ließ und in der die Großgrundbesitzer wohnten. Sie kann manchen Dorfbewohnern als Arbeitsplatz gedient haben. Das NT erwähnt die Stadt nicht und betont, dass Jesus andere hellenistische Städte nicht besuchte.

## Wirken

### Verhältnis zum Täufer Johannes
Die Taufe Jesu durch Johannes den Täufer gilt als historisches Ereignis, mit dem sein öffentliches Wirken begann. Johannes war nach Mt 3,7–12; Lk 3,7 ff. ein Prophet des nahen Endgerichts, der aus einer Priesterfamilie stammte (Lk 1,5) und als Asket, eventuell als Nasiräer, in der unbewohnten Wüste lebte (Lk 1,80). Seine persönliche und einmalige Taufe bot laut Mk 1,4 f. Vergebung an und setzte ein Sündenbekenntnis voraus. Josephus verstand sie als gewöhnliches jüdisches Reinigungsritual.
Mk 1,11  stellt Jesu Taufe als Gottes einzigartige Erwählung („du bist mein geliebter Sohn“; vgl. Ps 2,7; Hos 11,1 und öfter) und sein ganzes folgendes Wirken als Sendung durch Gott (vgl. Röm 1,3 f. ) dar. Wie Jesus selbst sich verstand, ist fraglich, da er sich im NT nie direkt „Sohn Gottes“ nennt. Die johannäischen Ich-bin-Worte werden auf den Evangelisten, nicht den historischen Jesus zurückgeführt. Laut Joh 3,22; 4,1 taufte er eine Zeit lang parallel zu Johannes dem Täufer. Nach Joh 1,35-42 kamen die Brüder Simon Petrus und Andreas aus dem Johanneskreis zu Jesus. Demnach gab es zwischen beiden Gruppen Austausch und eventuell Konkurrenz. Auch dass Jesus mit der Taufe Schüler des Johannes wurde, gilt als plausibel.
Vermutlich reduzierte Markus Jesu Kontakt mit Johannes auf das isolierte Taufereignis und ließ ihn erst seit der Inhaftierung des Johannes öffentlich auftreten. Mk 1,15 gilt als Beleg für die Ähnlichkeiten beider Botschaften. Jesus übernahm den endgültigen Umkehrruf des Täufers und wohl auch das apokalyptische Motiv des Gerichtsfeuers auf Erden (Lk 12,49, Mt 3,10). Er lehnte jedoch nach Mk 2,16–19 Fasten und Askese für seine Jünger ab und pflegte die Tischgemeinschaft gerade mit solchen Juden, die nach der geltenden Tora-Auslegung als „Unreine“ vom Heil ausgeschlossen wurden. Er zog sich nicht in die Wüste zurück, sondern wandte sich gerade ausgestoßenen Juden und Fremden zu und sagte ihnen das bedingungslose Heil Gottes zu. Daraufhin soll der inhaftierte Täufer Jesus durch Boten gefragt haben: Bist du der Kommende? (der Messias; Mt 11,2 ff.).
Demgemäß betonten die Urchristen die Vorläufer- und Zeugenrolle des Johannes gegenüber Jesus (Mk 1,7; Lk 3,16; Mt 3,11; Joh 1,7 f.; 3,28 ff. u. a.). Jesus identifizierte Johannes laut Mk 9,13 mit dem Propheten Elija, an dessen Wiederkunft vor dem Endgericht Juden damals glaubten, sowie nach Lk 7,24–28 mit dem in Mal 3,1 angekündigten Propheten der Endzeit. Daher befürwortete er die Johannestaufe auch nach Beginn seines Auftretens als Rettung aus dem Endgericht.
Dass Herodes Antipas den Täufer hinrichten ließ (Mk 6,17 ff.), war Jesus wahrscheinlich bekannt. Ein ermordeter Prophet galt in biblischer Tradition als von Gott legitimiert. Demgemäß kündigte Jesus mit seinem Täuferzeugnis sein eigenes Leiden an, erwartete laut Lk 13,32–35; Lk 20,9–19 für sich ein analoges gewaltsames Ende und stellte sich in die Reihe der verfolgten Propheten Israels. Nach Mk 11,27–33 legitimierte Jesus später seinen Vollmachtsanspruch zur Sündenvergebung wie zur Tempelreinigung gegenüber Jerusalemer Gegnern mit seiner Taufe durch Johannes.

### Gebiet des Auftretens

Orte, an denen Jesus laut den Evangelien gewirkt hat

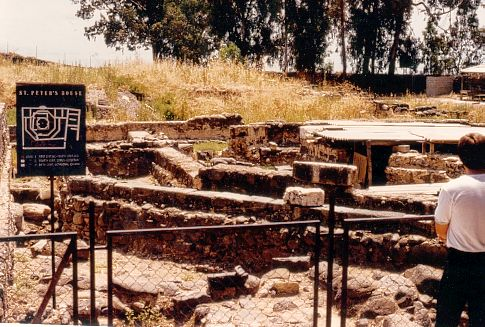
Ausgrabungsstätte des vermuteten Petrushauses in Kafarnaum (1980er Jahre)

Jesus sah sich nur zu den „verlorenen Schafen des Hauses Israel“ gesandt (Mt 10,5; 15,24); seine wenigen überlieferten Begegnungen mit Nichtjuden erscheinen als Ausnahmen. Seine Reisewege lassen sich nicht genau rekonstruieren, da viele Ortsangaben und ihre Abfolge in den Evangelien von den Evangelisten stammen und die Ausbreitung des Christentums bei ihrer Abfassung spiegeln können. Plausibel wirken jedoch Nachbarorte Nazareths wie Kana und Naïn sowie bei Tagesmärschen und Bootsfahrten über den See Genezareth erreichbare Orte wie Bethsaida, Chorazin und Magdala. Weiter entfernt lagen Gerasa im Südosten (Mk 5,1), Tyros und Sidon im Nordwesten (Mk 7,24). Ob Jesus auch Samarien durchstreifte (Joh 4,5 gegen Mt 10,5), ist ungewiss. Von Römern und Herodianern erbaute Städte wie Tiberias und Sepphoris erwähnt das NT nicht. Laut Mk 8,27 betrat Jesus nur die umgebenden Dörfer von Cäsarea Philippi. Daraus wird gefolgert, dass er eher auf dem Land wirkte und hellenisierte Städte mied.
In Kafarnaum soll Jesus zuerst aufgetreten (Mk 1,21 ff.; Lk 4,23), in das dortige Haus des Petrus eingezogen (Mk 1,29; 1,33) und von seinen Reisen öfter dorthin zurückgekehrt sein (Mt 4,12 f.; Mk 2,1; 9,33; Lk 7,1). Mt 9,1 nennt den Ort daher „seine Stadt“. Dieses Fischerdorf lag damals an der Grenze des von Herodes Antipas regierten Gebiets. Vielleicht wählte Jesus hier sein Quartier, um notfalls vor dessen Verfolgung in das Nachbargebiet des Herodes Philippos fliehen zu können (Lk 13,31 ff.).

### Verkündigung des Gottesreichs
Die nahe „Königsherrschaft Gottes“ war Jesu zentrale Botschaft nach den synoptischen Evangelien (Mk 1,14 f.): Dies nimmt die NT-Forschung fast immer als historisch an. Die Evangelien veranschaulichen den Begriff durch konkrete Handlungen, Gleichnisse und Lehrgespräche Jesu. Sie setzen dabei seine Bekanntheit unter Juden voraus. An Nichtjuden gerichtete NT-Texte verwenden den Begriff dagegen selten. Damit bezog sich Jesus auf die Prophetie im Tanach und biblische Apokalyptik, wie einige eventuell echte Zitate aus Deuterojesaja und Daniel zeigen.
Manche Aussagen Jesu kündigen Gottes Herrschaft als unmittelbar bevorstehend an, andere sagen sie als schon angebrochen zu oder setzen ihre Gegenwart voraus. Umstritten war früher, ob eher die futurische (so etwa Albert Schweitzer) oder die präsentische (so etwa Charles Harold Dodd) Eschatologie auf Jesus zurückgeht. Seit etwa 1945 beurteilen die meisten Exegeten beide Aspekte gemäß ihrem paradoxen Nebeneinander im Vaterunser (Mt 6,9–13) als authentisch. Sie betonen, dass Jesus diese Herrschaft als dynamisches Geschehen und gegenwärtig laufenden Prozess auffasste, nicht nur als jenseitige Welt. So habe er im Anschluss an jüdische Apokalyptik nicht die Vernichtung der Erde, sondern ihre umfassende Erneuerung einschließlich der Natur erwartet und durch sein Handeln in seine Zeit hineingezogen.
Daran knüpfen Worte vom Sturz Satans (Lk 10,18 ff.) an oder das Streitgespräch darüber, ob Jesus seine Heilkraft von Beelzebub oder Gott empfangen habe (Mt 12,22 ff. par.). Der „Stürmerspruch“ (Mt 11,12) legt nahe, dass der Ankunft der Gottesherrschaft gewaltsame Konflikte vorausgehen, die seit dem Auftreten des Täufers Johannes bis in Jesu Gegenwart andauern. Wie Johannes predigte Jesus ein unerwartet hereinbrechendes Gericht, das eine letzte Chance zur Umkehr bietet (Lk 12,39–48). Anders als dieser stellte er die Einladung zum Gottesreich wie zu einem für alle offenen Festmahl heraus. Eventuell verknüpfte er die Rettung aus dem Endgericht mit der aktuellen Entscheidung seiner Hörer zu seiner Botschaft (Mk 8,38; Lk 12,8).
Die der Logienquelle zugewiesenen „Seligpreisungen“ (Lk 6,20–23; Mt 5,3–10) sagen Gottes Herrschaft den aktuell Armen, Trauernden, Machtlosen, Verfolgten als gerechte Wende zur Aufhebung ihrer Not zu. Diese Menschen waren die ersten und wichtigsten Adressaten Jesu. Seine oft für authentisch gehaltene Antwort auf die Täuferfrage (Mt 11,4 ff.) weist darauf hin, dass ihnen in Jesu Heilungen schon das Reich Gottes begegne. Seine Antrittspredigt (Lk 4,18–21) aktualisiert die biblische Verheißung eines Erlassjahres zur Entschuldung und Landumverteilung (Lev 25) für die gegenwärtig Armen.
Sozialhistorische Untersuchungen erklären solche NT-Texte aus damaligen Lebensumständen: Juden litten unter Ausbeutung, steuerlichen Abgaben für Rom und den Tempel, täglicher römischer Militärgewalt, Schuldversklavung, Hunger, Epidemien und sozialer Entwurzelung. Manchmal wird die Armentheologie in der ältesten Jesusüberlieferung aus dem Einfluss kynischer Wanderphilosophen erklärt, meist aber aus biblischen, besonders prophetischen Traditionen.
Wolfgang Stegemann zufolge strebten Jesus und seine Anhänger mit ihrer Reich-Gottes-Predigt keine „Aushandlungsprozesse über ein bestimmtes Gesellschaftsmodell“ an, sondern erwarteten die Durchsetzung einer anderen Ordnung allein von Gott. Ihre Botschaft konnte nur angenommen oder abgelehnt werden (Lk 10,1–12). Sie habe die Gottesherrschaft nach dem Modell eines wohltätigen, von Reichen meist vergeblich erwarteten Patronats gegen aktuell erfahrene Herrschaftsformen gestellt. John Dominic Crossan zufolge verbreitete die Jesusbewegung durch „kostenloses Heilen und gemeinsames Essen“, ohne sesshaft zu werden, einen radikalen Egalitarismus. So habe sie die Gottesherrschaft unmittelbar erlebbar werden lassen und die hierarchischen Wertmaßstäbe und Gesellschaftsstrukturen angegriffen, um sie zu entkräften. Ähnlich meint Martin Karrer, Jesus habe eine „subversive“ Bewegung der Abweichler von religiösen und gesellschaftlichen Normen bewirkt.

### Tätigkeit als Heiler
Antike Quellen erzählen oft von wunderbaren Heilungen, doch nirgends so oft von einer Einzelperson wie im NT. Die Evangelien überliefern von Jesus Heilungswunder als Exorzismen oder Therapien sowie Geschenk-, Rettungs-, Normenwunder und Totenerweckungen. Die Exorzismen beziehen sich auf damals unheilbare Krankheiten oder Defekte wie „Aussatz“ (alle Hautkrankheiten), verschiedene Erblindungen und heute als Epilepsie und Schizophrenie bezeichnete Krankheitsbilder. Davon Betroffene galten als „von unreinen Geistern (Dämonen) besessen“ (Mk 1,23). Man vermied Umgang und Berührung mit ihnen, vertrieb sie aus bewohnten Gegenden und lieferte sie so oft dem Tod aus.
Exorzismen- und Therapietexte betonen Jesu Zuwendung zu solchen Ausgegrenzten, auch Nichtjuden, die die Ursache ihrer Ausgrenzung beseitigte und so ihre Isolation aufhob. Ihre Rahmenverse laden oft zu Glauben und Umkehr ein. Seine Heilerfolge hätten ihm Misstrauen, Neid und Abwehr eingebracht, die Tötungspläne seiner Gegner ausgelöst (Mk 3,6; Joh 11,53) und Forderungen nach demonstrativen „Zeichen und Wundern“ bewirkt. Diese habe Jesus abgelehnt (Mk 8,11 ff.; 9,19 ff.). Besondere Züge der NT-Wundertexte sind, dass der Wundertäter die Heilung dem Glauben der Geheilten zuspricht („Dein Glaube hat dich gerettet“: Mk 5,34; 10,52; Lk 17,19 und andere) und sie als Zeichen für den Beginn des Reiches Gottes und das Ende der Herrschaft des Bösen deutet (Mk 3,22 ff., ein meist für echt gehaltenes Jesuswort). Daher nehmen Neutestamentler an, dass Jesus die ältesten Exorzismus- und Therapietexte anregte: Weil Augenzeugen sein Handeln als Wunder erlebten, hätten sie es weitererzählt und ihm dann weitere Wunder zugeschrieben.

### Tora-Auslegung
Die Bergpredigt (Mt 5–7) wird als „Lehre“ Jesu eingeführt (Mt 5,2). Sie wurde von Urchristen aus Einzelpredigten Jesu zusammengestellt und vom Evangelisten redigiert oder komponiert. Ihr Beginn (Mt 5,14 ff.) erinnert Jesu Nachfolger an Israels Auftrag, als Volk Gottes „Licht der Völker“ zu sein (Jes 42,6), indem es die Tora vorbildlich erfüllt. Mt 5,17–20 betont demgemäß, Jesus habe alle überlieferten Gebote erfüllt, nicht aufgehoben.
Ob Jesus selbst das so sah, ist umstritten. Anders als Paulus nahm er nur zu Einzelgeboten, nicht zur Tora insgesamt Stellung, da er sie wie alle damaligen Juden als gültigen Willen Gottes voraussetzte. Einige Gebote verschärfte er, andere entschärfte er, wieder andere relativierte er so, dass sie im Urchristentum aufgehoben wurden. Dies gilt heute als innerjüdische Toradeutung, nicht als Bruch mit dem Judentum. Wie der Rabbiner Hillel (ca. 30 v. Chr. bis 9 n. Chr.) gab Jesus der Nächstenliebe den gleichen Rang wie der Gottesfurcht und ordnete sie damit den übrigen Torageboten über (Mk 12,28–34). Er sah sich zu denen gesandt, die wegen Übertretungen verachtet wurden (Mk 2,17 ): „Nicht die Starken brauchen einen Arzt, sondern die Kranken. Ich bin gekommen, die Sünder zu rufen und nicht die Gerechten.“ Damit waren unter anderem jüdische „Zöllner“ gemeint, die für die Römer Steuern eintrieben, oft dabei ihre Landsleute übervorteilten und daher gehasst und gemieden wurden. Nach Lk 19,8 lud Jesus sie zum Teilen mit den Armen ein, nach Mt 6,19-24 deutete er das Anhäufen von Besitz als Bruch des ersten Gebots. Erst mit der Besitzaufgabe für die Armen erfülle der gesetzestreue Reiche alle Zehn Gebote so, dass er zur Nachfolge frei werde (Mk 10,17–27).
Die „Antithesen“ legen wichtige Toragebote aus. Danach betonte Jesus über deren Wortlaut hinaus die innere Einstellung als Ursache des Vergehens: Das Tötungsverbot (Ex 20,13) breche schon der, der seinem Nächsten bloß zürne, ihn beschimpfe oder verfluche. Damit ziehe er Gottes Zorngericht auf sich. Darum solle er sich erst mit seinem Gegner versöhnen, bevor er im Tempel Opfer darbringe (Mt 5,21–26). Ehebruch (Ex 20,14) begehe innerlich schon, wer als verheirateter Mann eine andere Frau begehre (Mt 5,27–30). Missbrauch des Gottesnamens (Ex 20,7) und Lüge (Ex 20,16) sei jeder Eid, nicht erst ein Meineid (Mt 5,33 ff.). Weil Gott Erhaltung seiner Schöpfung versprochen habe (Gen 8,22), sollen Juden und Jesusnachfolger auf Vergeltung (Gen 9,6) durch Gegengewalt verzichten (Mt 5,39) und stattdessen mit kreativer Feindesliebe antworten, gerade auch ihre Verfolger als Nächste segnen, sie mit Fürsorge und freiwilligem Entgegenkommen überraschen und so „entfeinden“ (Mt 5,40–48). Damit erinnerte Jesus an Israels Aufgabe, alle Völker zu segnen, um auch sie von Gewaltherrschaft zu befreien (Gen 12,3), die Herrschaft des „Bösen“ zu beenden und Gottes Reich herbeizurufen. Darum warnt Jesus laut (Mt 7,1–3 ) davor, die Tora und seine Toraauslegung zur unbarmherzigen Verurteilung anderer zu missbrauchen:

„Richtet nicht, damit ihr nicht gerichtet werdet! Denn wie ihr richtet, so werdet ihr gerichtet werden, und nach dem Maß, mit dem ihr messt und zuteilt, wird euch zugeteilt werden. Warum siehst du den Splitter im Auge deines Bruders, aber den Balken in deinem Auge bemerkst du nicht?“

Nach Joh 8,7  rettete Jesus eine Ehebrecherin vor der Steinigung, indem er den Anklägern ihre eigene Schuld bewusst machte: „Wer von euch ohne Sünde ist, werfe als Erster einen Stein auf sie.“ Dies wird als Entkräftung der in der Tora vorgeschriebenen Todesstrafe für Ehebruch (Lev 20,10) gedeutet. Der Satz wird oft für echt oder zumindest Jesus gemäß gehalten, obwohl die Erzählung in älteren Handschriften des Johannesevangeliums fehlt.
Nach Mk 7,15 erklärte Jesus nur das für unrein, was von innen her aus dem Menschen komme, nicht was von außen in ihn hineingehe. Das wurde früher oft als Aufhebung der wichtigen Speise- und Reinheitsgebote und damit als Bruch mit allen übrigen Kultgeboten der Tora verstanden. Heute gilt es eher als Auslegung, die moralische über äußerliche Reinheit stellt. In Konkurrenz zu Sadduzäern und Teilen der Pharisäer wollte Jesus nicht Reine von Unreinen abgrenzen, sondern Reinheit offensiv auf als unrein geltende Gruppen ausweiten. Daher integrierte er in Israel ausgegrenzte Lepra-Kranke (Mk 1,40–45), Sünder (Mk 2,15) und Zöllner (Lk 19,6) und verweigerte sich nicht kontaktsuchenden Nichtjuden (Mk 7,24–30).

### Anhänger

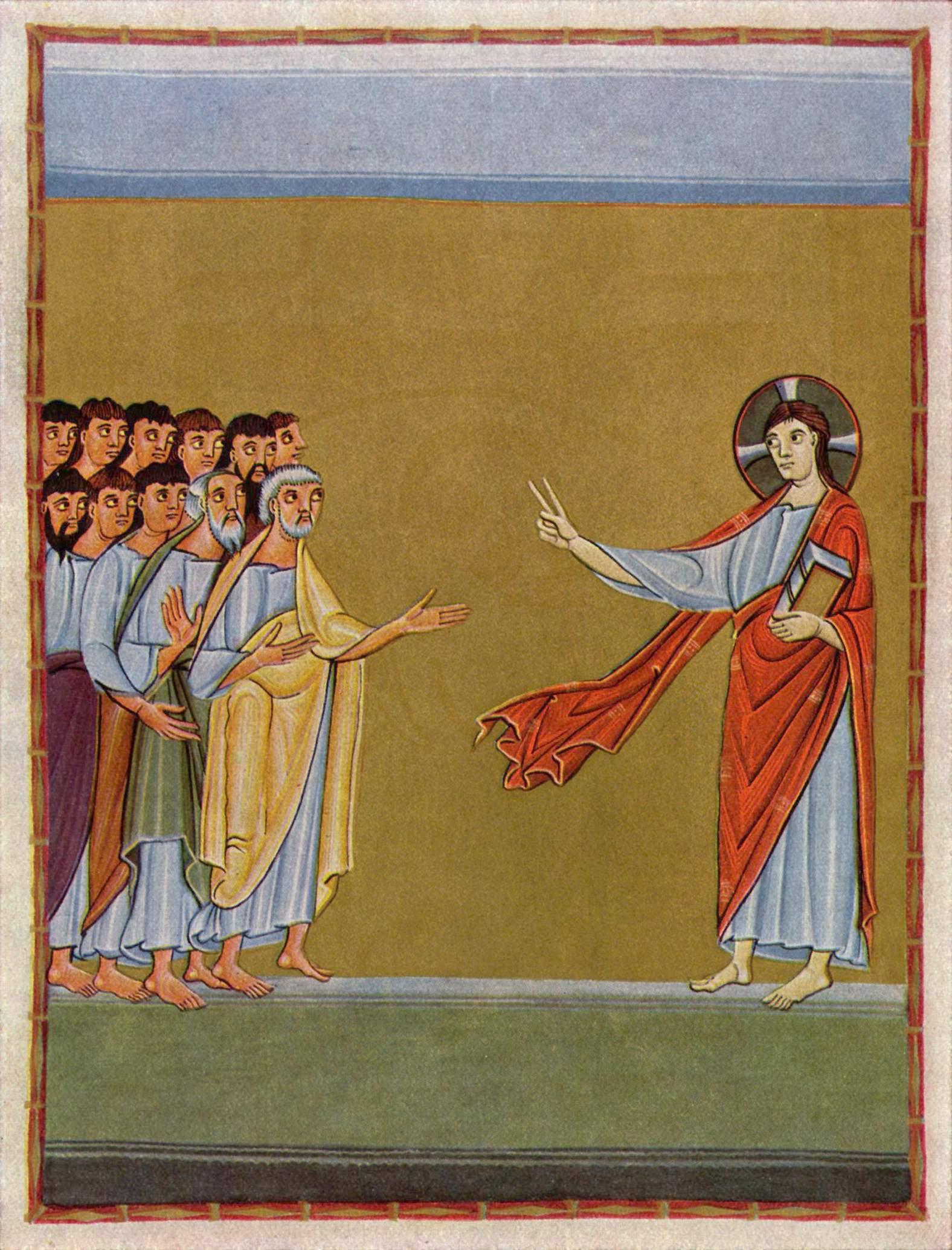
Reichenauer Schule: Christus spricht zu den Jüngern (um 1010)

Von Beginn seines Auftretens an berief Jesus nach dem NT männliche und weibliche Jünger (Mk 1,14 ff.) dazu, wie er Beruf, Familie und Besitz zu verlassen (Mk 10,28–31) und mittel- und waffenlos umherziehend Gottes Reich zu verkünden. Sie gehörten wie er zum einfachen Volk, das verarmt und vielfach vom Hunger bedroht war. Sie wurden ausgesandt, um Kranke zu heilen, Dämonen auszutreiben und Gottes Segen weiterzugeben. Beim Betreten eines Hauses sollten sie mit dem Friedensgruß „Schalom“ die ganze Sippe unter Gottes Schutz stellen. Waren sie nicht willkommen, dann sollten sie den Ort verlassen, ohne zurückzukehren, und ihn Gottes Gericht überlassen (Mt 10,5–15).
Diese Aussendungsrede und vergleichbare Nachfolgetexte werden der Logienquelle zugewiesen und in der sozialhistorischen Forschung als Ausdruck für die Lebensumstände und Wertvorstellungen der frühen Jesusbewegung gedeutet. Auf solche Texte stützte Gerd Theißen 1977 seine einflussreiche soziologische These vom Wanderradikalismus: Die Jesusbewegung habe inmitten einer ökonomischen Krise und zerfallender sozialer Bindungen ein damals attraktives, charismatisches Nachfolgeethos zur Erneuerung des Judentums vertreten. Die engeren Anhänger Jesu seien im Bewusstsein einer endzeitlichen Rettungsaufgabe als besitz- und waffenlose Wanderer umhergezogen und von ortsansässigen Sympathisanten materiell unterstützt worden.
Nach Géza Vermes waren Jesus und seine Anhänger von einem „charismatischen Milieu“ im damaligen Galiläa beeinflusste „Wandercharismatiker“. Denn auch von Chanina ben Dosa (um 40–75), einem Vertreter des galiläischen Chassidismus, wurden Armenfürsorge, Besitzlosigkeit, Wunderheilungen durch Gebet und Toraauslegungen überliefert.
Sollte Jesus einen engeren, leitenden Zwölferkreis (Apostel) ausgewählt haben, unterstreicht dies nach James H. Charlesworth seinen gewaltfreien politischen Anspruch, der zur Zeit des jüdischen zweiten Tempels nicht von religiösen Zielen zu trennen war. Denn die Testamente der zwölf Patriarchen und andere Dokumente weisen auf die Bedeutung der zwölf Stämme Israels zur Zeit Jesu hin. Diese sollten auf der Erde herrschen, wenn Gott die politische Autonomie Israels wiederherstellen würde.

### Frauen, Ehe, Ehebruch
Jesu Verhalten gegenüber Frauen war im patriarchalischen Judentum damals neu und ungewöhnlich. Viele der berichteten Heilungen galten sozial ausgegrenzten Frauen wie Prostituierten, Witwen oder Ausländerinnen. Geheilte Frauen folgten ihm von Beginn an nach (Mk 1,31), manche versorgten ihn und die Jünger (Lk 8,2 f.). Sie spielten laut NT für Jesus auch sonst eine wichtige Rolle: Eine Frau soll ihn vor seinem Tod gesalbt (Mk 14,3–9), die Gattin des Pilatus soll gegen seine Hinrichtung protestiert haben (Mt 27,19). Nachfolgerinnen Jesu sollen nicht geflohen sein, sondern sein Sterben begleitet, seine Grablegung beobachtet (Mk 15,40 f.), sein leeres Grab entdeckt (Mk 16,1–8) und als erste seine Auferweckung bezeugt haben (Lk 24,10; Joh 20,18).
Nach Mt 19,12 gebot Jesus seinen Jüngern die Eheschließung nicht, sondern ließ um ihrer Aufgabe willen, der Reich-Gottes-Verkündigung, Ehelosigkeit zu. Einige Jünger traf Paulus später mit ihren Ehefrauen in Jerusalem an (1 Kor 9,5). Diese können also schon mit Jesus und ihren Männern umhergezogen sein. Die NT-Evangelien zeigen keine Spur einer Partnerschaft Jesu; er kann unverheiratet gewesen sein. Nur das späte apokryphe Philippusevangelium erwähnt in einem unvollständigen, in der Übersetzung ergänzten Vers (6,33): Jesus habe Maria Magdalena [oft auf den Mund] geküsst. Dies weist im Kontext nicht auf eine Partnerschaft, sondern auf das Übertragen einer göttlichen Seelenkraft hin. Die NT-Forschung weist populäre Theorien, Maria Magdalena sei Jesu Ehefrau gewesen, als quellenlose Fiktion zurück.
Während die Tora laut Dtn 24,1–4 Männern die Ehescheidung mit einem Scheidebrief für die geschiedene Frau erlaubte, betonte Jesus gegenüber Pharisäern nach Mk 10,2–12 die Unauflösbarkeit der Ehe gemäß Gen 1,27 und verbot gegenüber seinen Jüngern beiden Ehepartnern die Scheidung und Wiederheirat. Nach Mt 5,32 und 19,9 begründete er dies als Schutz der Frau, die sonst zu Ehebruch genötigt werde. Der Einschub „abgesehen von (vom Fall eines) Ehebruch(s)“ (porneia) gilt als redaktioneller Zusatz. Nach Lk 16,18 sprach Jesus den jüdischen Mann an, der bei Wiederheirat die fortbestehende erste Ehe breche.
Da manche Schriftrollen vom Toten Meer (CD 4,12–5,14) und die Rabbinerschule Schammai eine ähnliche Position vertraten, wird vermutet, dass diese Strenge auf damalige soziale Auflösungstendenzen im Judentum reagierte und sowohl das Verhalten der Oberschicht kritisieren wie auch verarmte, von Zerrüttung gefährdete Familien schützen sollte. Dass Jesus sein Verbot an jüdische Männer richtete und des Ehebruchs angeklagte Frauen laut Lk 7,36 ff.; Joh 8,2 ff. verteidigte, wird als Absicht zum Schutz der Frauen in einer patriarchalen Gesellschaft gedeutet.

### Pharisäer
Pharisäer und Toragelehrte erscheinen in den Evangelien meist als Kritiker des Verhaltens Jesu und seiner Nachfolger. Sie empört seine Sündenvergebung als todeswürdige Anmaßung (Mk 2,7), sie missbilligen seine Tischgemeinschaft mit als „unrein“ ausgegrenzten „Zöllnern und Sündern“ (2,16) und das Feiern seiner Jünger (2,18); deshalb verachten sie ihn stereotyp als „Fresser und Weinsäufer“ (Lk 7,31–35). Besonders Jesu demonstrative Sabbatheilungen und Erlaubnis zum Sabbatbruch (Mk 2–3) provozieren ihre Feindschaft. Nach Mk 3,6 planen sie darum zusammen mit Herodesanhängern seinen Tod. Vorsätzlicher Sabbatbruch war nach Ex 31,14 f., Num 15,32–35 durch Steinigung zu ahnden. Joh 8,59 und 10,31.39 erwähnen Steinigungsversuche jüdischer Gegner Jesu, weil er sich über Abraham und Mose gestellt habe.
Diese Verse gelten als ahistorisch, da die Pharisäer weder geschlossen noch mit den Toralehrern identisch noch mit Herodianern verbunden waren. Die Passionstexte erwähnen sie kaum und Jesu Sabbatkonflikte gar nicht. Die Verse sollten offenbar die Ereignisse in Galiläa redaktionell mit Tötungsplänen der Jerusalemer Gegner Jesu (Mk 11,18; 12,13; vgl. Joh 11,47; 18,3) verklammern.
Andere NT-Texte kommen der historischen Lage näher: Nach Mk 2,23 ff. begründete Jesus das Ährensammeln seiner Jünger am Sabbat als biblisch erlaubte Gebotsübertretung bei akuter Hungersnot. Er ergänzte damit die damals diskutierten Ausnahmen vom Sabbatgebot zur Lebensrettung. Nach Lk 7,36; 11,37 luden Pharisäer Jesus zum Essen in ihre Häuser ein und interessierten sich dabei für seine Lehre. Nach Mk 12,32 ff. stimmte ein Jerusalemer Pharisäer Jesus zu, die Tora im Doppelgebot der Gottes- und Nächstenliebe zusammenzufassen. Solche Summarien entsprachen jüdischer Tradition. Auch in der Erwartung des Reiches Gottes und einer Auferstehung aller Toten stimmten die Pharisäer mit Jesus überein. Nach Lk 13,31 warnten und retteten sie ihn vor Nachstellungen des Herodes. Ein Pharisäer sorgte für Jesu Bestattung.
Viele Forscher nehmen heute an, dass Jesus den Pharisäern unter damaligen Juden am nächsten stand. Dass sie dennoch zu seinen Gegnern stilisiert wurden, wird aus der Situation nach der Tempelzerstörung im Jahr 70 erklärt: Danach übernahmen Pharisäer die Führungsrolle im Judentum. Juden und Christen grenzten sich verstärkt voneinander ab und legitimierten dies wechselseitig in ihren damals entstandenen Schriften.

### Herodianer
Der von Rom eingesetzte Vasallenkönig Herodes der Große war vielen Juden als aus Idumäa stammender „Halbjude“ verhasst. Gegen die hohen Steuerauflagen für seine Palast- und Tempelbauten kam es zu Aufständen. Darum teilte Rom sein Herrschaftsgebiet nach seinem Tod 4 v. Chr. unter seine vier Söhne auf, die sich nicht mehr „König der Juden“ nennen durften und dem römischen Präfekten unterstellt wurden. Herodes Antipas, der Galiläa und Peräa zur Zeit Jesu regierte, ließ die galiläischen Orte Sepphoris und Tiberias zu hellenisierten Metropolen ausbauen. Diese Städte und die dort angesiedelten Juden galten der galiläischen Landbevölkerung und antirömischen Jerusalemern als unrein.
Die Zweitehe des Antipas mit seiner zuvor schon verheirateten Nichte Herodias galt als eklatanter Torabruch. Er ließ Johannes den Täufer laut Mk 6,17–29 wegen seiner Kritik daran verhaften und enthaupten und soll auch Jesus nach Mk 3,6 und Lk 13,31 namentlich gekannt und verfolgt haben. Damit erklärt Mt 14,13, dass Jesus keine der von Antipas erbauten Städte besuchte. Nach Lk 23,6–12.15 soll Antipas den inhaftierten Jesus verhört und dann als harmlosen Verrückten an Pilatus übergeben haben. Dies gilt als redaktioneller Versuch, die folgend berichteten Freigabeversuche des Pilatus plausibel zu machen.

### Sadduzäer
Jesu Hauptgegner in Jerusalem waren die hellenistisch gebildeten und wohlhabenden Sadduzäer, die als priesterliche Erben der Leviten den Jerusalemer Tempel leiteten. Der dortige zentrale, von allen Juden zu befolgende Opferkult war ihre Existenzgrundlage und ein wichtiger Wirtschaftsfaktor für ganz Palästina. Sie stellten den Hohepriester, der sein erbliches Amt als höchster Richter für Kultfragen auf Dtn 17,8–13 zurückführte.
Die Amtsträger wurden aber seit 6 n. Chr. von römischen Präfekten ein- und abgesetzt und mussten diese bei der ordnungspolitischen Kontrolle von Judäa-Syrien unterstützen. Dafür durften sie die für Juden obligatorische Tempelsteuer eintreiben, den Tempelkult verwalten, eine bewaffnete Tempelgarde unterhalten und auch wohl über Kultvergehen urteilen, aber keine Todesstrafen vollstrecken; dies oblag nur den römischen Präfekten. Im Hinterland war ihr Einfluss zwar geringer, doch setzten sie auch dort die Tempelsteuer und Einhaltung der Kultgebote durch.
Jesus hat die Tempelpriester offenbar nicht grundsätzlich abgelehnt: Denn nach Mk 1,44 sandte er in Galiläa Geheilte zu ihnen, damit sie deren Gesundung feststellten und sie wieder in die Gesellschaft aufnahmen. Nach Mk 12,41 ff. lobte er Tempelspenden einer armen Witwe als Hingabe an Gott, die er bei Reichen vermisste. Seine Tora-Auslegung ordnete Opfer der Versöhnung mit Streitgegnern unter (Mt 5,23 f.).

### Zeloten
Jesus trat in einem von starken religiös-politischen Spannungen bestimmten Land auf. Aus Galiläa, dem früheren Nordreich Israel, kamen seit Generationen jüdische Befreiungskämpfer gegen Fremdmächte. Seit dem 6 n. Chr. niedergeschlagenen Steuerboykott des Judas Galilaeus traten Widerstandsgruppen hervor, die die römische Fremdherrschaft mit verschiedenen Mitteln bekämpften, Aufstände vorzubereiten suchten und verhasste Kaiserstandarten, Feldzeichen und andere Besatzungssymbole angriffen. Manche begingen Messer-Attentate auf römische Beamte („Sikarier“, Dolchträger). Diese heute als Zeloten („Eiferer“) bezeichneten Gruppen wurden damals von Römern und dem römerfreundlichen Historiker Josephus generell als „Räuber“ oder „Mörder“ abgewertet und stigmatisiert.
Jesus richtete seine apokalyptische Botschaft vom nahen Reich Gottes an alle Juden. Er kündigte damit öffentlich das baldige Ende aller Gewaltimperien an. Sein Wirken solle dieses Reich aktiv herbeiführen und in seinen Heiltaten (Mt 11,5) und seiner gewaltlosen Nachfolge im Kontrast zu den Gewaltherrschern Raum gewinnen (Mk 10,42 ff.). Wie die Zeloten nannte er den Vasallenkönig Herodes Antipas einen „Fuchs“ (Lk 13,32). Bei der Heilung eines Besessenen aus der Garnisonsstadt Gerasa (Mk 5,1–20) befällt der mit dem lateinischen Lehnwort für „Legion“ vorgestellte Dämon eine Schweineherde, die sich dann selbst ertränkt. Damit entlarvte Jesus eventuell die römische Militärherrschaft, um sie symbolisch zu entmachten: Denn das Juden als unrein geltende Schwein war damals als römisches Opfertier und Legionszeichen bekannt. Der Waffenkauf nach Lk 22,36 wird als Erlaubnis Jesu zu begrenztem Widerstand bei Verfolgung auf dem Weg nach Jerusalem gedeutet.
Wegen NT-Texten wie dem Magnificat (Lk 1,46 ff.) oder dem Jubel der Festpilger bei Jesu Ankunft in Jerusalem (Mk 11,9 f.) betonen viele Forscher eine indirekte oder symbolische politische Dimension seines Wirkens. Wohl darum waren einige seiner Jünger frühere Zeloten, so Simon Zelotes (Lk 6,15), eventuell auch Simon Petrus und Judas Iskariot.
Anders als die Zeloten rief Jesus auch als „unrein“ verhasste Steuereintreiber für die Römer („Zöllner“) in seine Nachfolge und war ihr Gast (Mk 2,14 ff.), freilich um ihr Verhalten gegenüber den Armen grundlegend zu ändern (Lk 19,1–10). Anders als jene, die Gottes Gericht mit Gewalt an Andersgläubigen vorwegnehmen wollten, rief er seine Hörer zur Feindesliebe auf (Mt 5,38–48). Als Kritik an den Zeloten wird auch das Wort Mt 11,12 von den „Gewalttätigen, die Gottes Reich herbeizwingen und sich mit Gewalt seiner bemächtigen“ gedeutet.
Römische Münzen mit Kaiserköpfen verstießen für Zeloten gegen das biblische Bilderverbot (Ex 20,4 f.), so dass sie Abgaben an Rom verweigerten. Die Steuerfrage seiner Jerusalemer Gegner sollte Jesus als Zeloten überführen. Seine überlieferte Antwort entzog sich der gestellten Falle (Mk 12,17 ): „Gebt dem Kaiser, was dem Kaiser gehört, und Gott, was Gott gehört!“ Da nach Mt 6,24 für Jesus der ganze Mensch Gott gehörte, konnte dies als Absage an die Kaisersteuer aufgefasst werden, überließ aber den Angeredeten diese Entscheidung. Erst die Evangelisten wiesen diese Deutung zurück (Lk 23,2 ff.).
Dass Jesu Wirken politische Reaktionen hervorrief, zeigt seine Kreuzigung beim höchsten jüdischen Fest. Fraglich ist jedoch, ob er einen politischen Messiasanspruch erhob. Deutsche Neutestamentler betonten früher meist den unpolitischen Charakter seines Auftretens. Seine Hinrichtung als König der Juden (Messiasanwärter) galt als Justizirrtum und „Missverständnis seines Wirkens als eines politischen“. Dagegen zeigten jüngere Untersuchungen partielle Übereinstimmungen Jesu mit der jüdischen Widerstandsbewegung auf und erklärten sein gewaltsames Ende als zu erwartende Folge seines eigenen Handelns.

## Ereignisse am Lebensende

### Einzug in Jerusalem

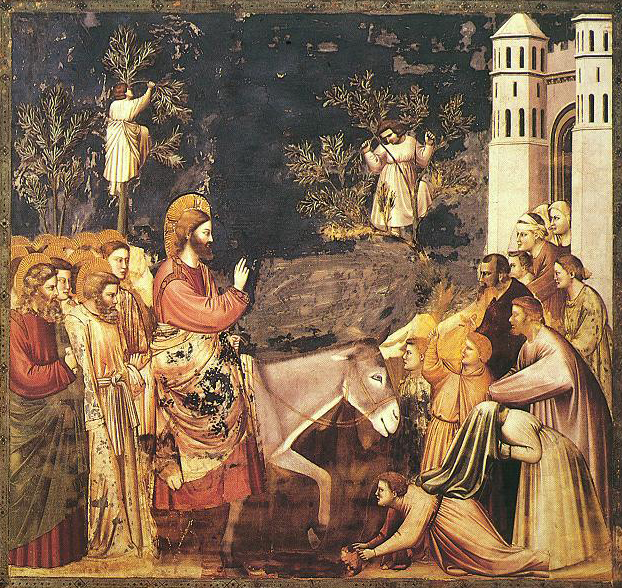
Giotto di Bondone: Einzug in Jerusalem (um 1305)

Nach Mk 11,1–11  ritt Jesus im Gefolge seiner Jünger auf einem jungen Esel in Jerusalem ein, während eine Pilgermenge ihm zujubelte:

„Hosanna! Gesegnet sei er, der kommt im Namen des Herrn! Gesegnet sei das Reich unseres Vaters David, das nun kommt. Hosanna in der Höhe!“

Der Anruf „Hosanna“ („Gott, rette doch!“: Ps 118,25) war beim Laubhüttenfest und der Inthronisation eines Königs üblich (2 Sam 14,4; 2 Kön 6,26). Der Lulav, ein Dattelpalmenzweig, gehört ebenfalls zum zeremoniellen Teil des Laubhüttenfestes. „Der kommt im Namen Gottes“ meinte den erwarteten Messias auf dem Thron König Davids (2 Sam 7,14 ff.), als den die Evangelien Jesus verkündigen (Mt 11,3; 23,39; Lk 7,19; 13,35). Mit ausgestreuten Palmzweigen (V. 8), einem antiken Triumphsymbol, feierten Juden ihre Siege über Nichtjuden (Jdt 15,12; 1 Makk 13,51; 2 Makk 10,7).
Jesu Eselsritt erinnert an Sach 9,9 ff.: Dort wird ein machtloser Messias angekündigt, der die Kriegswaffen in Israel abschaffen und allen Völkern Frieden gebieten werde. Diese nachexilische Zusage hielt die frühere Verheißung universaler Abrüstung fest, die in Israel beginnen sollte (Jes 2,2–4/Mi 4,1–5; Schwerter zu Pflugscharen). Sie widersprach also der Erwartung der Bevölkerung an einen Davidnachfolger, die Fremdherrscher zu vertreiben und das Großreich Israel zu erneuern.
Im damaligen Judentum war die Messiashoffnung mit der Sammlung aller exilierten Juden, gerechten Rechtsprechung im Innern und Befriedung der Völkergemeinschaft verbunden. Einzüge jüdischer Thronanwärter waren jedoch oft Signal für Aufstände. So strebte der Zelot Schimon bar Giora laut Josephus um 69 das jüdische Königtum an: Er sei dazu mit seinen Anhängern als charismatischer „Retter und Beschützer“ der Juden triumphal in Jerusalem eingezogen, aber von den Römern in einem Purpurmantel gefangen, nach Rom überführt und dort hingerichtet worden.
Auch Jesus weckte messianische Hoffnungen der Landbevölkerung, etwa indem er den Armen den Landbesitz zusagte (Mt 5,3), seine Heiltaten als anfängliche Realisierung dieser Zusagen erklärte (Lk 11,20) und sich auf dem Weg in die Tempelstadt von Armen als Sohn Davids anreden ließ (Mk 10,46.49). Daher bedeutete Jesu Jerusalembesuch zum Pessach eine Konfrontation mit den dortigen Machteliten der Sadduzäer und Römer, bei der ihm das Todesrisiko bewusst gewesen sein muss. Das gewaltlose Messiasbild entspricht für echt gehaltenen Aussagen Jesu wie Mk 10,42 ff. : Er sei gekommen, als Menschensohn allen wie ein Sklave zu dienen, um der Unterdrückung durch Gewaltherrscher seine herrschaftsfreie Vertrauensgemeinschaft entgegenzustellen.
Die Römer verhörten und kreuzigten Jesus wenige Tage später als mutmaßlichen „König der Juden“. Sein als Messiasankunft bejubelter Einzug kann der Anlass dafür gewesen sein. Römer fürchteten eine Volksmenge (Mk 5,21) als „gefährliche und unberechenbare soziale Gruppe“, als „Mob“. Jedoch können Urchristen die Szene übertreibend als „Gegenbild zum Einzug des Präfekten in die Stadt zu den drei großen Festen“ dargestellt haben. Eventuell fügten sie den Eselsritt hinzu, da eine solch eindeutige Messiasdemonstration die Römer sofort zur Festnahme Jesu veranlasst hätte.

### Kritik am Tempelkult

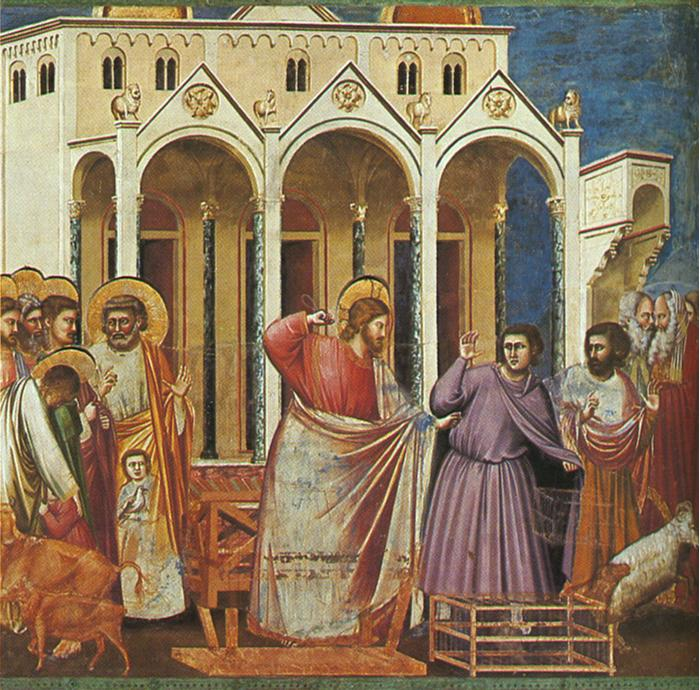
Giotto di Bondone: Jesus vertreibt die Händler aus dem Tempel

Nach Mk 11,15 ff. vertrieb Jesus am Tag nach seinem Einzug einige Händler und Geldwechsler aus dem Tempelvorhof für Israeliten, Proselyten und Nichtjuden. Die in der Säulenhalle auf der Tempelsüdseite tätigen Händler verkauften kultisch zulässiges Opfermaterial (Tauben, Öl und Mehl) an Wallfahrer und nahmen die von allen Juden jährlich entrichtete Tempelsteuer für kollektive Tieropfer ein. Jesus habe ihre Stände umgestoßen und verhindert, dass Gegenstände durch diesen Bereich getragen wurden. Er störte demnach das ordnungsgemäße Darbringen gekaufter Opfer und Überbringen eingenommener Geldmittel und griff damit demonstrativ den Tempelkult an.
Ob die Aktion historisch ist und falls ja, ob sie den jüdischen Tempelkult als Institution oder nur bestimmte Missstände angreifen sollte, wird diskutiert. Meist wird eine nur von wenigen beobachtete Szene angenommen, keine dramatische Szene wie in Joh 2,13–22, da sonst die jüdische Tempelgarde oder sogar römische Soldaten aus der angrenzenden Burg Antonia eingeschritten wären. Da Jesus weiter im Tempelbezirk mit Jerusalemer Toralehrern diskutierte (Mk 11,27; 12,35), sollte seine Aktion offenbar solche Debatten anstoßen. Der Zulauf dazu macht plausibel, dass die Tempelpriester nun, wenige Tage vor dem Pessach, heimlich Jesu nichtöffentliche Festnahme geplant haben sollen (V. 18).
Jesus begründete die Vertreibung der Opferhändler nach Mk 11,17  mit einem Hinweis auf die Verheißung Jes 56,7: „Heißt es nicht in der Schrift: Mein Haus soll ein Haus des Gebetes für alle Völker sein?“ Demnach wollte er nicht den Tempelgottesdienst beenden, sondern auch Nichtjuden freien Zugang dazu eröffnen, den künftig alle Völker haben sollten. Diese eschatologische „Tempelreinigung“ griff das prophetische Motiv der künftigen „Völkerwallfahrt zum Zion“ auf, an das auch andere Jesusworte (Mt 8,11 f.; Lk 13,28 f.) erinnern, und kann als Aufruf zu einer entsprechenden Kultreform gedeutet werden.
In Spannung dazu steht der Folgevers: Ihr aber habt daraus eine Räuberhöhle gemacht. Der Ausdruck spielt auf Jer 7,1–15 an, wo der Gerichtsprophet Jeremia um 590 v. Chr. die Zerstörung des ersten Tempels ankündigt und mit fortgesetzten Rechtsbrüchen der Jerusalemer Priester begründet. Sie hätten den Tempel wie Räuber als Versteck missbraucht, indem sie sich auf Gottes vermeintlich sichere Präsenz beriefen, aber den Armen gerechtes Verhalten verweigerten. Die Echtheit dieses Jesusworts ist umstritten. „Räuber“ nannten Römer damals zelotische Rebellen, die sich gern in Höhlen versteckten; die Sadduzäer dagegen waren ihnen treu ergeben. Im Verlauf des jüdischen Aufstands (66-70) verschanzten sich Zeloten zeitweise im Tempel; der Ausdruck kann daher die Rückschau der Urchristen spiegeln.
Laut Joh 2,13 forderte Jesus bei seiner Aktion den Abriss des Tempels. Daher wird vermutet, dass er in diesem Kontext Zerstörung (Mk 13,2) und Neubau (Mk 14,58) des Tempels ankündigte. Nach Jens Schröter beabsichtigte Jesus keinen realen Tempelneubau, sondern stellte wie mit seiner „Kritik an den Reinheitsgeboten die an den vorhandenen Institutionen orientierte Verfassung Israels in Frage“, um die Juden wie Johannes der Täufer auf die unmittelbare Begegnung mit Gott vorzubereiten. Nach Peter Stuhlmacher erhob er damit einen impliziten Messiasanspruch, weil die Nathanweissagung 2 Sam 7,1–16 dem Davidnachfolger für den Tempelbau ewige Herrschaft und vor allem die Gottessohnschaft zusagte und apokryphe jüdische Texte (PsSal 17,30; 4Q flor 1,1–11) mit Bezug darauf vom künftigen Messias eine Reinigung und den Neubau des Tempels erwarteten.
Für Jostein Ådna provozierte Jesus zudem die Ablehnung seines mit Tempelaktion und Tempelwort verbundenen Umkehrrufs und lieferte sich so selbst an seine Hinrichtung aus. Denn er habe geglaubt, Gottes Heilshandeln könne sich bei ausbleibender Umkehr seiner Adressaten nur durch „seinen Sühnetod als endzeitlichem Ersatz für den Sühnopferkult des Tempels“ durchsetzen.

### Festnahme

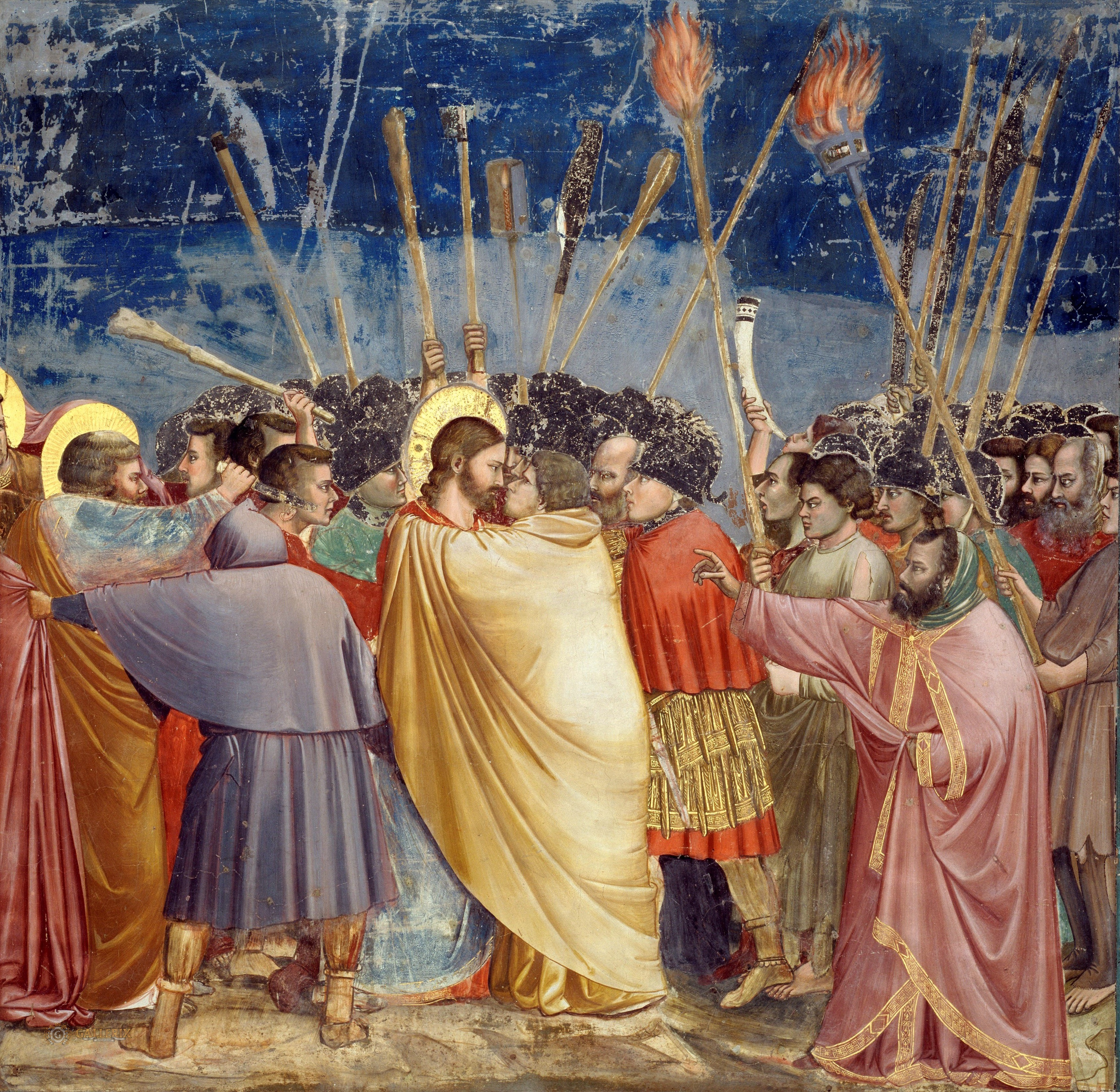
Giotto di Bondone: Judaskuss und Gefangennahme Christi

Der Tempelaktion folgen verschiedene Lehrreden und Streitgespräche Jesu mit Jerusalemer Priestern und Toralehrern, die die Vollmacht seines Handelns bestreiten (Mk 11,28) und dabei ihren Tötungsplan verfolgen (Mk 11,18; 12,12). Angesichts der Sympathien vieler Festbesucher für Jesus hätten sie seine heimliche Festnahme „mit List“ verabredet (14,1). Dabei habe ihnen Judas Iskariot unverhofft Hilfe angeboten (14,11). Die Festnahme sei nachts nach dem letzten Mahl Jesu mit seinen erstberufenen Jüngern (14,17–26) im Garten Getsemani, einer Lagerstätte für Pessachpilger am Fuß des Ölbergs, erfolgt. Dorthin habe Judas eine mit „Schwertern und Stangen“ bewaffnete „große Schar“ geführt, darunter einen Diener des Hohenpriesters. Auf ein verabredetes Zeichen hin, den Judaskuss, hätten sie Jesus festgenommen. Dabei hätten einige Jünger ihn gewaltsam zu verteidigen versucht. Dies habe er zurückgewiesen, indem er seine Festnahme als vorherbestimmten Willen Gottes angenommen habe. Daraufhin seien alle Jünger geflohen (14,32.43–51).
Diese Darstellung legt nahe, dass der Hohepriester Jesus durch die jüdische Tempelwache, die zum Waffentragen berechtigt war, festnehmen ließ, da der vorige öffentliche Tempelkonflikt die Machtposition des Sanhedrin (des Hohen Rats) als zentrale Institution des Judentums gefährden konnte. Der Hohepriester wurde damals von den Römern ein- und abgesetzt und konnte nur im Rahmen römischen Besatzungsrechts handeln. Der von ihm geführte Sanhedrin war verpflichtet, potentielle Unruhestifter festzusetzen und auszuliefern. Sonst hätten die Römer ihm die restliche Selbständigkeit nehmen können, wie es bei der Zerstörung des Tempels später geschah. Daher wird Jesu Festnahme als vorbeugende Maßnahme gedeutet, um das jüdische Volk vor den Folgen eines Aufruhrs zu schützen und den Tempelkult nach gültigen Torageboten zu bewahren. Dem entspricht das realpolitische Kalkül, mit dem der Hohepriester den Sanhedrin laut Joh 11,50  und 18,14  überzeugt haben soll, Jesus festzunehmen und hinrichten zu lassen: „Es ist besser, dass ein einziger Mensch für das Volk stirbt.“ Dass der Sanhedrin schon vor Jesu Festnahme geplant haben soll, ihn zur Hinrichtung an Pilatus auszuliefern, gilt jedoch als tendenziöse Redaktion. Denn die Tempelaktion betraf die Römer nicht und griff ihr Besatzungsstatut nicht an, solange sie keine Unruhen auslöste, gefährdete aber die Autorität und relative Autonomie der Hohenpriester in Kultfragen.
Nach Joh 18,3.12 soll eine Soldatentruppe (griech. speira) unter einem Offizier (griech. chiliarchos) zusammen mit Dienern des Sanhedrin Jesus mit Waffengewalt festgenommen haben. Der Ausdruck speira verweist auf eine römische Kohorte. Sie umfasste nach zeitgenössischen Quellen zwischen 600 und 1000 Soldaten. Eine Kohorte war ständig in der Burg Antonia oberhalb des Tempelbezirks stationiert, um Aufstände an hohen jüdischen Festen zu verhindern. Sie wurde zum Pessachfest um weitere Truppen aus Cäsarea verstärkt.
Der jüdische Historiker Paul Winter nahm daher an, Jesus sei auf Befehl des Pilatus, nicht des Hohenpriesters, durch römische Soldaten, nicht jüdische Tempelwächter festgenommen worden. Die Besatzer hätten mögliche politisch-revolutionäre Tendenzen unterdrücken wollen, die sie unter Jesu Nachfolgern vermuteten und als Wirkung seines Auftretens befürchteten. Auch Wolfgang Stegemann hält eine römische Beteiligung an Jesu Festnahme für denkbar, da die Römer rebellische Tendenzen in Judäa damals oft im Keim erstickten und Jesu Einzug und Tempelaktion solche Tendenzen für sie nahegelegt habe. Klaus Wengst hält die johanneische Festnahmeszene dagegen für insgesamt ahistorisch, da eine ganze Kohorte kaum zur Festnahme eines Einzelnen aufmarschiert wäre, ihn nicht einer jüdischen Behörde übergeben hätte und niemanden, der sich wehrte, hätte entkommen lassen. Die Szene soll die Souveränität des Gottessohns über die übermächtige Gewaltherrschaft der gottfeindlichen Mächte ausdrücken.
Für eine zeitnahe Abfassung des Markusberichts spricht, dass er die Namen der sich widersetzenden Jünger anders als sonst nicht nennt. Diese Personen waren Jerusalemer Urchristen eventuell ohnehin bekannt und blieben hier anonym, um sie vor römischen oder jüdischen Verfolgern zu schützen. Zur vermuteten römischen Initiative passt Jesu Aussage, man sei gegen ihn wie gegen einen „Räuber“ (Zeloten) vorgegangen, obwohl er tagsüber greifbar gewesen sei. Doch nahm die bewaffnete Schar nur ihn fest und verfolgte seine fliehenden Begleiter nicht; Pilatus ging laut NT auch später nicht gegen die Urchristen vor. Dies deutet eher auf einen religiösen als politischen Festnahmegrund hin.

### Vor dem Hohen Rat

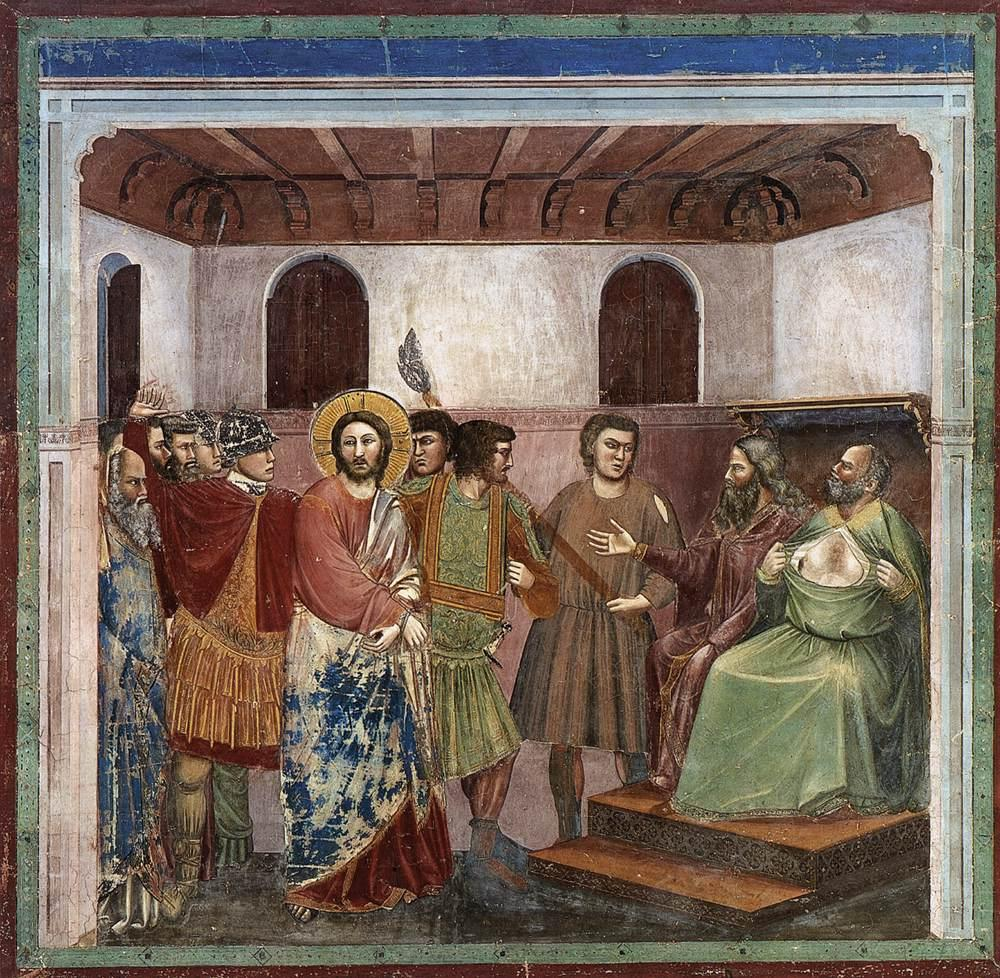
Giotto di Bondone: Christus vor dem Hohen Rat

Nach Mk 14,53.55–65 brachte man Jesus dann ins Haus des nicht namentlich genannten Hohepriesters, wo sich Priester, Älteste, Toragelehrte – alle Fraktionen des Sanhedrin – versammelten. Jesus sei mit dem Ziel eines Todesurteils angeklagt worden. Die aufgebotenen Zeugen hätten ein Jesuswort zitiert: Er habe den Abriss und Neubau des Tempels innerhalb von drei Tagen geweissagt. Doch ihre Aussagen hätten nicht übereingestimmt, waren also rechtlich nicht verwertbar. Dann habe der Hohepriester Jesus aufgefordert, zur Anklage Stellung zu nehmen. Nach seinem Schweigen habe er ihn direkt gefragt: „Bist du der Messias, der Sohn des Hochgelobten?“ Darauf habe Jesus geantwortet (Mk 14,62 ):

„Ich bin es; und ihr werdet sehen den Menschensohn sitzend zur Rechten der Kraft und mit den Himmelswolken kommen.“

Das habe der Hohepriester als Gotteslästerung gedeutet und zum Zeichen dafür sein Amtskleid zerrissen. Darauf habe der Rat Jesus einstimmig zum Tod verurteilt. Einige hätten ihn geschlagen und verhöhnt.
Ob es so einen Prozess gab und falls ja, ob er legal war, ist stark umstritten. Fraglich ist schon, woher die geflohenen Jesusanhänger Details davon erfahren haben können: eventuell durch den „angesehenen Ratsherrn“ Josef von Arimathäa, der Jesus bestattete (Mk 15,43–46). Doch während Mt wie Mk einen nächtlichen Prozess mit einem Todesurteil schildert, wird Jesus nach Lk 22,63–71 erst am Folgetag vom ganzen Rat nach seiner Messianität gefragt und ohne Todesurteil vor Pilatus angeklagt. Nach Joh 18,19 ff. wird er nur von Hannas verhört und dann ohne Ratsprozess und Todesurteil an dessen damals amtierenden Nachfolger Kajaphas, von diesem an Pilatus übergeben.
Die Markusversion beschreibt mit Tötungsvorsatz, heimlicher Sitzung in der Pessachnacht, Falschzeugen, einstimmigem Todesurteil direkt nach dem Verhör und Misshandlung des Verurteilten einen illegalen Prozess. Spätere Vorschriften der Mischna verboten Kapitalprozesse in der Nacht, in Privathäusern, an Festtagen und zugehörigen Rüsttagen. Die Verhandlung musste mit Entlastungszeugen beginnen. Todesurteile durften frühestens einen Tag danach gefällt werden. Die jüngsten Ratsmitglieder sollten ihr Urteil zuerst und unbeeinflusst sprechen. Für Jesu Zeit sind diese Regeln unbelegt. Josephus stellte eine milde, nach 70 durchgesetzte pharisäische einer früheren harten sadduzäischen Strafrechtspraxis gegenüber. Doch direkte Belege für letztere und für ein derartiges Eilverfahren, das Tötungsabsichten begünstigte, fehlen.
Damals durfte in Judäa nur Roms Statthalter Todesstrafen anordnen und vollstrecken lassen. Der Sanhedrin unterstand Roms Herrschaft, durfte sich nur mit Erlaubnis des Statthalters und nur zu besonderen Anlässen vollständig versammeln und musste ihn bei der Durchsetzung von Ruhe und Ordnung unterstützen. Die Römer setzten den Hohepriester ein und ab, verwahrten sein Amtskleid und stellten es ihm nur an Festtagen für Amtshandlungen zur Verfügung. Als der Hohepriester Ananus ben Ananus um 62, als das Statthalteramt vakant war, den Rat einberief und Jesu ältesten Bruder Jakobus steinigen ließ, setzten die Römer ihn deswegen ab. Falls beschriftete Warntafeln im Tempel eine formelle Todesstrafe meinten, durfte der Rat nur nichtjüdische Eindringlinge in den inneren Tempelbereich selbst hinrichten.
Wegen dieser außerchristlichen Belege halten viele Historiker einen regulären Prozess, zumindest ein Todesurteil des Sanhedrin für ahistorisch. Sie nehmen an, dass die Urchristen beides erfanden, um die Römer nach der Tempelzerstörung zu entlasten und die jüdische Führungselite zu belasten. Denn ab etwa 65 waren die Christianoi, die einen von Römern Gekreuzigten verehrten, als kriminelle Vereinigung im Römischen Reich bedroht. Die Tempelzerstörung im Jahr 70 verstärkte ihre Abgrenzung vom Judentum.
Andere nehmen ein Ausnahmeverfahren des Rates an, halten es aber auch dann für unwahrscheinlich, dass dieser Jesus als Lästerer des Gottesnamens oder Verführer des Volkes zum Abfall von JHWH (Dtn 13,6; Lk 23,2; Talmudtraktat Sanhedrin 43a) verurteilte: Denn Jesu theozentrische Botschaft vom Reich Gottes erfüllte das erste der Zehn Gebote, und er umschrieb den Gottesnamen ebenso wie der Hohepriester. Das von den Zeugen zitierte Jesuswort legt eine Anklage auf Falschprophetie (Dtn 18,20 ff.) nahe. Sie werden Falschzeugen genannt, weil sie gegen den Sohn Gottes aussagten, nicht weil sie Jesus falsch zitierten. Sie können Jesus vorgeworfen haben, er habe Unmögliches geweissagt und einen Tempelabriss torawidrig als Gottes Willen ausgegeben. Man konnte jedoch abwarten, ob seine Ankündigung eintrat, bevor man ihn dafür verurteilte (Dtn 18,22). Falschpropheten sollten laut der Tora gesteinigt werden; nur Gotteslästerer und Götzendiener sollten nach der Mischna (Traktat Sanhedrin VI,4) erhängt werden.
Die Tempelpriester verfolgten Tempel- und Kultkritiker auch sonst, etwa Jeremia (Jer 26,1–19; um 590 v. Chr.) und den „Lehrer der Gerechtigkeit“ (um 250 v. Chr.). Ratsmitglieder steinigten den tempelkritischen Urchristen Stephanus, nachdem er dem Rat Justizmord an Jesus vorgeworfen und diesen als inthronisierten Menschensohn verkündet hatte (Apg 7,55 f.; um 36). Als Jesus ben Ananias um 62 in Jerusalem die Zerstörung von Tempel und Stadt ankündigte, nahm der Rat ihn als Ruhestörer fest und überstellte ihn Roms Statthalter, der ihn nach einer Auspeitschung jedoch freiließ.
Falls es einen regulären Prozess des Rates gab, muss dieser kein Todesurteil angestrebt haben. Die Messiasfrage des Hohenpriesters nach dem Zeugenverhör wirkt plausibel, da für ihn gemäß der Nathanverheißung 2Sam 7,12–16 nur der künftige, als Gottes „Sohn“ angeredete Davidnachfolger den Tempel neu erbauen durfte. Dieser Anspruch war für Juden nicht unbedingt blasphemisch, da andere Messiasanwärter geachtet wurden, so der wohl nach Num 24,17 „Sternensohn“ genannte Bar Kochba (um 132). Doch Jesu Eigenaussage in Mk 14,62 kann das Todesurteil ausgelöst haben. Sie erinnert die Ankläger an die Vision vom Menschensohn in Dan 7,13 f.: Dieser erscheint nicht als Davidnachfolger, sondern als von Gott bevollmächtigter Vertreter der Gottesherrschaft nach dem Endgericht über alle Weltmächte. So hätte Jesus gegenüber der national begrenzten Messiashoffnung an die Hoffnung auf ein Ende aller Gewaltherrschaft jenseits des Tempelkults erinnert (vgl. Mk 8,38 und Mk 13,24 ff.). Dies hätte für die Sadduzäer die Anklage auf Falschprophetie bestätigt, da sie Daniels Apokalyptik als Irrlehre ablehnten. Manche verweisen auf den genauen Wortlaut der Antwort Jesu: „Sitzend zur Rechten Gottes“ zitiert Ps 110,1. Damit erscheint der Menschensohn als schon inthronisierter Endrichter. Dann hätte Jesus für den Hohepriester dessen Richteramt missachtet und sich selbst an Gottes Seite erhöht. Andere halten Partizip „sitzend…“ für redaktionell in den Satz eingefügt, da es den Glauben an Jesu Auferstehung und erwartete Wiederkunft voraussetze.

### Vor Pilatus
Nach Mk 15,1–15 lieferte der „ganze Hohe Rat“ Jesus am Folgetag nach einem Beschluss dazu gefesselt an Pilatus aus. Dieser habe ihn gemäß der Anklagen des Sanhedrin gefragt: „Bist du der König der Juden?“ Dann habe er der zusammengeströmten Volksmenge zur üblichen Pessachamnestie Jesu Freilassung angeboten. Doch die Tempelpriester hätten die Menge aufgewiegelt, stattdessen die Freigabe des Barabbas, eines kürzlich inhaftierten Zeloten, zu fordern. Nach mehrfachen vergeblichen Rückfragen, was Jesus getan habe, habe Pilatus der Menge nachgegeben, Barabbas freigelassen und Jesus kreuzigen lassen.
Lk 23,6–12 ergänzt ein Verhör Jesu durch Herodes, der ihn auf sein Schweigen hin verhöhnt, an Pilatus zurückgibt und so dessen Freund wird. Die Szene gilt als redaktioneller Vorgriff auf Apg 4,25–28, wonach ein biblisch vorhergesagtes Bündnis von Heiden und Königen (Ps 2,1 f.) Jesus zu Tode brachte. Lk 23,17 ff. erweitert die Anklage um Vorwürfe, die im Sanhedrinprozess fehlten: Volksverführung und Steuerboykott gegen den Kaiser Roms. Auch den Verlauf der Pessachamnestie variieren die Evangelien (Mt 27,17; Lk 23,16; Joh 18,38 f.). In allen Versionen betreiben die Tempelpriester und ihre Anhänger Jesu Hinrichtung, während Pilatus von seiner Unschuld ausgeht, ihn aber nicht freilässt, sondern ihr Urteil erfragt und ihrem Druck zuletzt nachgibt.
Eine damalige Pessachamnestie ist sonst nirgends überliefert. Die Römer gingen nach außerbiblischen Quellen von sich aus massiv gegen jede prophetisch inspirierte Volksansammlung im Raum Judäas vor. Jüdische Historiker stellen Pilatus als rücksichtslos, unnachgiebig, korrupt und grausam dar: Er habe die Juden durch Kaisersymbole im Tempelbezirk provoziert, Massaker befohlen (vgl. Lk 13,1) und ständig Juden ohne Gerichtsverfahren hinrichten lassen. Gemäß römischen Verfahrensweisen in unterworfenen Provinzen konnte Pilatus Jesus nach einem Kurzverhör ohne förmliches Urteil (coercitio) hinrichten lassen: Der Verdacht aufrührerischen Verhaltens genügte.
Jesus hatte laut Mk 11,9.18; 12,12; 14,2 die Sympathie der Festpilger, die das römische Besatzungsrecht ablehnten, und der enge Innenhof des Pilatuspalastes bot einem Volksauflauf kaum Raum. Daher gelten öffentliches Verhör, Volksbefragung, Amnestie und Unschuldserklärungen des Pilatus heute meist als ahistorisch und werden einer antijüdischen Redaktion des Passionsberichts zugewiesen.
Die Tacitusnotiz erwähnt einen Hinrichtungsbefehl des Pilatus, ohne den unter ihm wohl niemand gekreuzigt wurde. Die Evangelien setzen den Befehl voraus, indem sie eine römische Urteilsanzeige, hier als Kreuzestafel, zitieren: Pilatus habe Jesus als „König der Juden“ verurteilt (Mk 15,26 par). Dieser Urteilsgrund gilt meist als historisch, weil der Titel auf einen politisch gedeuteten Messiasanspruch verweist, mit dem Auslieferungsgrund (Mk 15,2 par) übereinstimmt und vor dem Hintergrund des römischen Rechts plausibel ist: Die Römer hatten jüdischen Vasallenherrschern das Tragen des Königstitels seit 4 v. Chr. verboten. Als „König“ (basileus) hatten sich auch jüdische Zelotenführer bezeichnet. Dies galt nach römischem Gesetz als Majestätsbeleidigung (crimen laesae maiestatis (populi Romani)), Anstiftung zum Aufstand (seditio) und staatsfeindlichen Aufruhr (perduellio), da nur der römische Kaiser Könige ein- oder absetzen durfte. Falls Jesu Verhör wie dargestellt verlief, musste Pilatus Jesu Antwort auf die Frage nach einer angemaßten Königswürde („Du sagst es“) und sein folgendes Schweigen als Geständnis werten, das sein Todesurteil erzwang.
Mit Jesu Hinrichtung zwischen Zeloten wollte Pilatus wahrscheinlich ein Exempel gegen alle rebellischen Juden statuieren und ihre Messiashoffnung verhöhnen. Demgemäß deutet der redaktionelle Vers Joh 19,21 den Protest der Sadduzäer: Jesus habe bloß behauptet, der Messias zu sein. Für die Urchristen bestätigte der Kreuzestitel deren Unrechtsurteil, da Jesus keinen bewaffneten Aufstand geplant habe (Lk 22,38), und Jesu verborgene wahre Identität als des Kyrios Christus, des Herrschers aller Herren (Offb 19,16).

### Kreuzigung

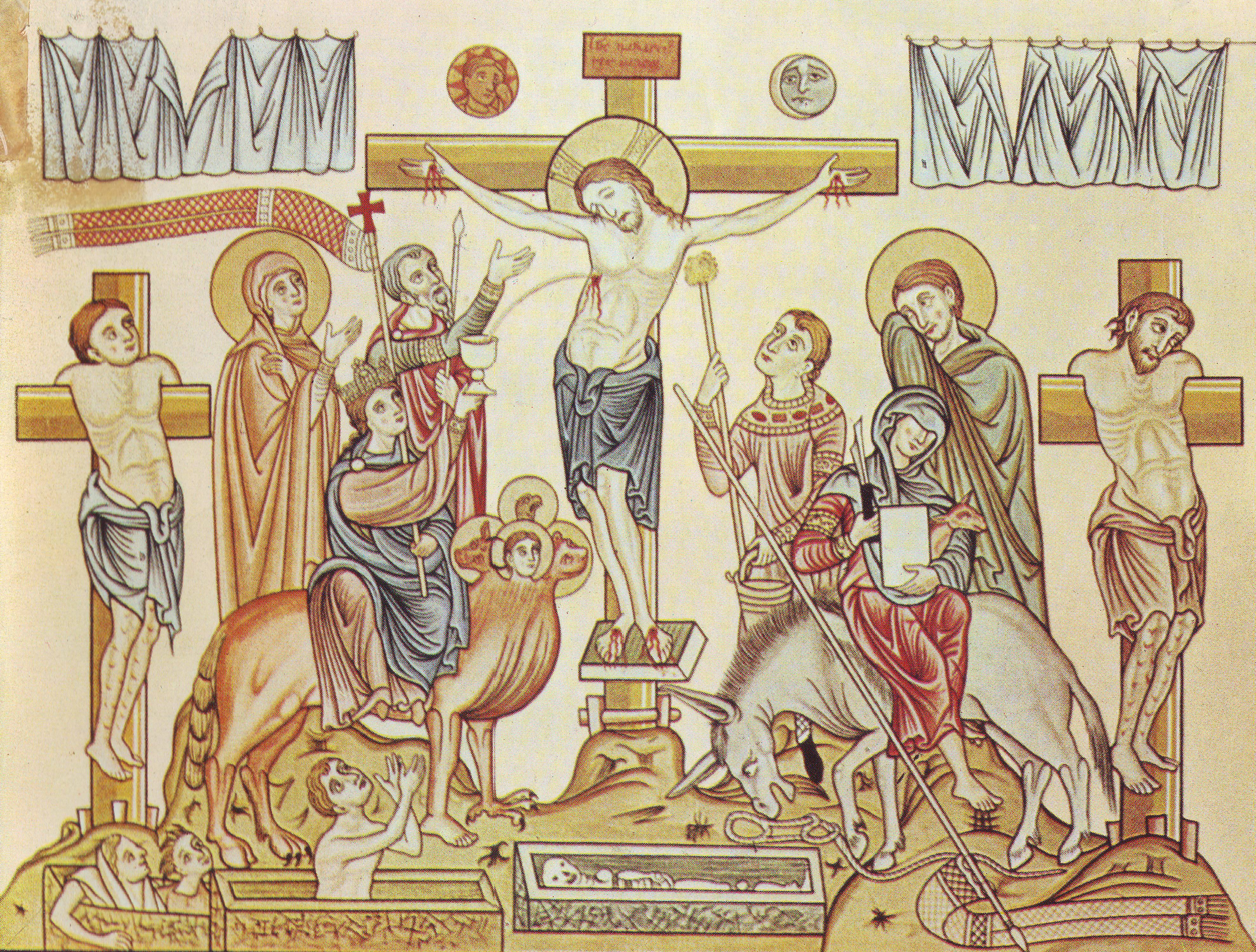
Die Kreuzigung Jesu Christi, Illustration aus dem Hortus Deliciarum der Herrad von Landsberg (12. Jahrhundert)

Die Kreuzigung war im römischen Kaiserreich die grausamste Hinrichtungsmethode, die meist gegen Aufständische, entlaufene Sklaven und Einwohner ohne römisches Bürgerrecht angewandt wurde. Sie sollte Augenzeugen demütigen und von der Teilnahme an Aufruhr abschrecken. Juden galt sie als Verfluchtsein durch Gott (Dtn 21,23; Gal 3,13). Der Todeskampf konnte je nach Ausführung tagelang dauern, bis der Gekreuzigte verdurstete, am eigenen Körpergewicht erstickte oder an Kreislaufversagen starb. Der markinische Passionsbericht nennt jedoch keine Details zum physischen Vorgang, sondern nur zum Verhalten von ausführenden Tätern und Zeugen, zu letzten Worten Jesu und Zeitdauer seines Sterbens.
Laut Mk 15,15–20 entkleideten die römischen Soldaten Jesus, zogen ihm ein Purpurgewand an, setzten ihm eine Dornenkrone auf und verspotteten ihn gemäß dem Pilatusurteil als „König der Juden“, um so die messianische Hoffnung der Juden zu verhöhnen. Darauf hätten sie ihn geschlagen und angespuckt. Eine Geißelung war integraler Bestandteil der römischen Kreuzigung und wurde oft so brutal durchgeführt, dass der Verurteilte bereits daran starb.
Laut Vers 21 musste Jesus dann selbst sein Kreuz zum Richtplatz vor die Stadtmauer tragen. Als der von den Schlägen Geschwächte zusammengebrochen sei, hätten die Soldaten den zufällig von der Feldarbeit kommenden Juden Simon von Cyrene genötigt, sein Kreuz zu tragen. Dass die Urchristen noch Jahrzehnte später seinen Namen und die seiner Söhne überlieferten, wird als Solidarität zwischen Urchristen und Diasporajuden gedeutet.
Laut Vers 23 boten die Soldaten Jesus Myrrhe in Wein an, bevor sie ihn kreuzigten; diesen Trank habe er abgelehnt. Die Kreuzigung habe um die dritte Stunde (etwa 9 Uhr vormittags) begonnen (V. 25). Dann hätten sie um sein Gewand gelost. Laut Vers 27 wurde Jesus zusammen mit zwei „Räubern“ (Zeloten oder „Sozialbanditen“) auf dem Hügel Golgota („Schädelstätte“) vor der damaligen Jerusalemer Stadtmauer gekreuzigt, begleitet von Hohn und Spott der Anwesenden. Um die sechste Stunde habe eine dreistündige Finsternis eingesetzt (V. 33). Gegen deren Ende habe Jesus auf Aramäisch das Psalmzitat Ps 22,2  gerufen: „Mein Gott, mein Gott, warum hast du mich verlassen?“ (V. 34) Dann habe er aus jüdischer Hand einen mit Weinessig (Posca) getränkten Schwamm angenommen (V. 36) und sei unmittelbar darauf mit einem lauten Schrei gestorben (V. 37). Der Tod sei um die „neunte Stunde“ (etwa 15 Uhr nachmittags) erfolgt.
Das Stundenschema, die Finsternis, Anspielungen auf Psalmen und Psalmzitate gelten als theologische Deutung, nicht als historische Details. Sie stellen Jesus in die Reihe der zu Unrecht verfolgten, von der Gewalt aller Feinde umringten und an Gottes Gerechtigkeit appellierenden leidenden Juden.

### Grablegung

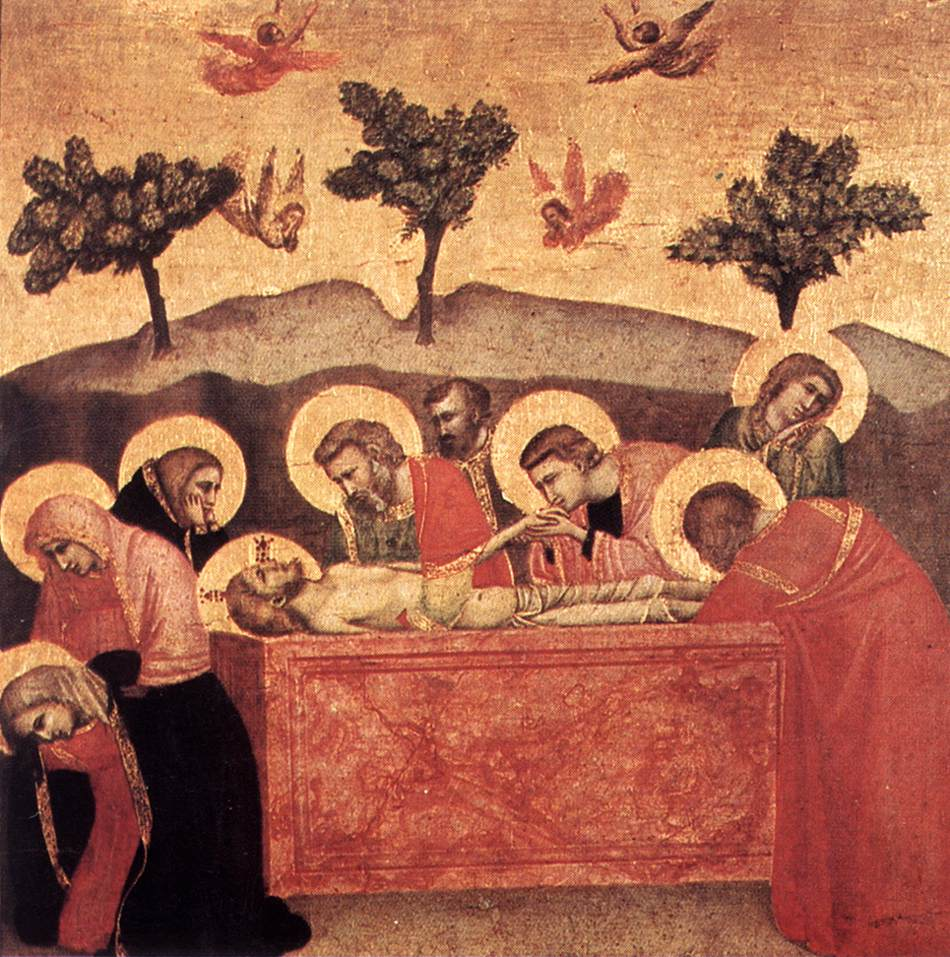
Giotto di Bondone: Grablegung Christi (um 1320)

Nach Mk 15,42–47 starb Jesus vor Anbruch der Nacht. Daher habe Josef von Arimathäa Pilatus gebeten, ihn vom Kreuz abnehmen und bestatten zu dürfen. Pilatus, erstaunt über Jesu rasches Sterben, habe sich seinen Tod beim römischen Aufseher der Hinrichtung bestätigen lassen und seinen Leichnam dann zur Bestattung freigegeben. Josef habe ihn noch am selben Abend nach jüdischem Brauch in ein Tuch gewickelt, in ein neues Felsengrab gelegt und dieses mit einem schweren Felsen verschlossen. Maria Magdalena und eine andere Maria, die mit anderen Frauen aus Galiläa Jesu Sterben begleiteten, hätten den Vorgang beobachtet.
Römer ließen am Kreuz Getötete oft zur Abschreckung und Demütigung ihrer Angehörigen Tage und Wochen hängen, bis sie verwest, zerfallen oder von Vögeln gefressen worden waren. Für Juden verstieß dies gegen die Vorschrift von Dtn 21,22–23, wonach der „an ein Holz gehängte“ Hingerichtete noch am gleichen Tag begraben werden sollte. Nach Josephus (Bellum Judaicum 4,317) durften von Römern gekreuzigte Juden nach jüdischer Sitte bestattet werden. Dies wird als Rücksicht der Römer auf Gefühle und Religion der Juden gedeutet; im Falle Jesu, um beim Pessachfest keine Unruhe auszulösen.
Die gesetzesgemäße Grablegung eines Verurteilten gehörte eventuell zur Aufgabe des Sanhedrin. Dann hätte Josef von Arimathäa in dessen Auftrag gehandelt. Dies stellt das einstimmige Todesurteil wegen Gotteslästerung in Frage. Dass der Markusbericht die amtliche Prüfung des Todes Jesu erwähnt, sollte diesen wohl gegen frühe Scheintodthesen bekräftigen. Die Namen der Zeuginnen für Jesu Sterben und Grablegung waren offenbar in der Jerusalemer Urgemeinde bekannt. An sie wurde wohl erinnert, weil nur sie nach der Flucht der Jünger Jesu Grabstätte kannten. Sie sollen sie am übernächsten Morgen leer gefunden haben (Mk 16,1–8).
Der Ort des Jesusgrabes ist unbekannt. Das NT enthält keine Hinweise auf seine Verehrung. Manche Historiker vermuten es unter der heutigen Grabeskirche, weil dort eine Grabverehrung aus dem 1. Jahrhundert archäologisch nachgewiesen ist.
Die historische Forschung untersucht NT-Texte zu Ereignissen nach Jesu Grablegung nur im Rahmen der Geschichte des urchristlichen Auferstehungsglaubens.